# 東名高速道路
東名高速道路（とうめいこうそくどうろ、英語: TOMEI EXPWY）は、東京都世田谷区の東京インターチェンジ（IC）から、神奈川県・静岡県を経由し、愛知県小牧市の小牧ICへ至る高速道路（高速自動車国道）である。略称は東名高速（とうめいこうそく）、東名（とうめい）、新東名高速道路と特に区別する場合には旧東名・現東名など。中日本高速道路（NEXCO中日本）の公式的呼称は東名と現東名。法令上の正式な路線名は第一東海自動車道である。また、アジアハイウェイ1号線「AH1」の一部である。
高速道路ナンバリングによる路線番号は名神高速道路とともに 「E1」 が割り振られている。

## 概要

東京起点より沼津までは内陸を通行することにより国道246号に概ね並行する。東海道新幹線との競合はできる限り避け、特に熱海、浜名湖付近では違いがはなはだしくなる。ただし、静岡県内では東海道新幹線との交差が6か所に及ぶ。愛知県内は内陸に通し、岡崎付近を除いて国道1号から大きく外れて小牧に至る。赤枠の都市は中心部の通過を避けた。

東名高速道路は、東海道を走る国道1号の貨物輸送量増加による逼迫を受けて、貨物の大量、高速輸送等の時代の要請に応える新たな自動車専用道路として建設された。都市間高速道路における東名の開通順位は、名神高速道路、中央自動車道に次いで3番目である。路線がカバーする範囲は名神高速道路と併せて日本経済の枢要部であり、開通当時において工業的に最も高い発展を遂げた地域を貫通したことから、東名はこれらの地域のさらなる機能強化と拡大を図るうえで積極的な役割を果たし、ひいては日本の高度経済成長の前半部を支え牽引した。
路線は関東地方から中部地方にかけて、東海道とほぼ並行して東西に縦貫する。用地買収費と建設費を抑える観点から、家屋や田畑等を可能な限り回避のうえ東京 - 小牧間を最短距離となるように計画し、併せて市街地をはじめ集落の分断を極力回避した。また、東海道新幹線と競合しないように路線位置の調整が行われている。結果、路線は横浜、藤沢、小田原、沼津、浜松、名古屋などの都市中心部を通さず、併せて熱海、三島に寄らずに御殿場回りとなっているほか、豊川 - 名古屋間も海岸を避けて内陸に路線を通した。これにより、市街地を通過する東海道新幹線、東海道本線、国道1号とは位置的に若干の相違があり、東京起点より沼津までは内陸を通行する国道246号に概ね並行し、以降浜松付近まで国道1号に並行する。これより東海道新幹線と東海道本線を避けて舘山寺、三ヶ日を通過して、岡崎付近で国道1号に並行して以降は内陸を通って名古屋市東端、春日井、小牧に至り名神に接続する。
この道路は先行した名神高速道路の技術と経験を取り入れて建設されたが、全体的に直線が多勢を占める名神に対して、東名は9割までが曲線で構成されている。また、東海道の特色として大河川の横断が多岐に渡り、東名においても多摩川、相模川、酒匂川、富士川、安倍川、大井川、天竜川、浜名湖等の幾多の大規模河川を横断することが路線の特徴である。
「東名高速道路」の名称は、東京と名古屋を結ぶ高速道路という意味でそう呼ばれる。また「高速道路」という呼称を使用しているのは、現在、新東名・東名と新名神・名神のみであるが、これは東名・名神の計画・建設の進められる過程で広く民間において「高速道路」という通称が使用され、一般的に定着して馴染みがある名称となったという歴史的な背景を考慮して採用されたものである。これらは東京IC - 小牧IC間の道路名（通称名）で、法令による路線名はこれとは異なる（後述）
東京ICから小牧ICまでの直線距離は248.4キロメートル (km) であるが、東名の延長距離は346.7 kmと、約100 kmも迂回している（東海道新幹線の東京駅 - 名古屋駅とほぼ同じ距離）。
全区間をNEXCO中日本が管理・運営している。道路カラーはスカイブルー（■）。

### 新東名高速道路との関係
東名に並行している新東名高速道路（以下、新東名）は、東名のバイパス路線として建設された道路である。東名は交通量が多く、そのため渋滞や事故が常態化していて、さらに設計が古いため急曲線・急勾配等が多く、近年は老朽化が深刻であり大規模な更新工事を多数実施する状況となっている。さらに、東名は首都圏と中部地方や関西地方等を結ぶ大動脈の一つであるため、災害時においては東西間の物流に障害が生じる。そのため、高速道路ネットワークを本道路と相互に補完し合う新たな路線として新東名が建設された。
新東名は東名と比較して高規格で設計され、急曲線・急勾配等が少ない上、最高速度120 km/hで運用されている区間も存在する。御殿場JCT - 豊田JCTで新東名・伊勢湾岸道・新名神ルートで東京～大阪間を走行する場合は、東名経由に比べ距離が数十キロメートル短縮され、さらに新東名経由の方が所要時間短縮となる事が多いという結果になっている。
2012年（平成24年）4月14日に御殿場JCT - 浜松いなさJCT間と清水連絡路・引佐連絡路が、2016年（平成28年）2月13日には浜松いなさJCT - 豊田東JCT間が開通し、静岡県内から愛知県内までの区間で東名・新東名のダブルネットワークが形成された。また、神奈川県中部から静岡県に至る区間については、2022年（令和4年）4月16日までに海老名南JCT - 伊勢原JCT - 新秦野IC間、および新御殿場IC - 御殿場JCT間が開通しており、残る新秦野IC - 新御殿場IC間は2027年（令和9年）度の開通予定である。なお、海老名南JCT以東の横浜・東京方面に向けた区間については、基本計画路線および予定路線に留まっており、ルートや整備計画は決定していない。

### 路線データ
- 東京都世田谷区用賀（東京IC）
- 愛知県小牧市大字村中松原（小牧IC）
- 全長 : 346.7 km
- 道路構造令
  - 第1種第1級（横浜町田IC - 秦野中井IC・岡崎IC - 小牧IC）
  - 第1種第2級（東京IC - 横浜町田IC・御殿場IC - 岡崎IC）
  - 第1種第3級（秦野中井IC - 御殿場IC）
- 設計速度
  - 120 km/h（横浜町田IC - 秦野中井IC・岡崎IC - 小牧IC）
  - 100 km/h（東京IC - 横浜町田IC・御殿場IC - 岡崎IC）
  - 80 km/h（秦野中井IC - 御殿場IC）
- 車線幅員 : 3.6 m
- 道路幅員 : 24.9 m - 32.1 m
- 車線数 : 片側2 - 4車線、往復4 - 8車線（一部、付加車線（加速車線、合流車線）などで8車線区間あり。主な例は大和トンネル、御殿場ジャンクション付近の区間）

## 根拠法令
東名高速道路の建設に関しては高速自動車国道法および国土開発幹線自動車道建設法の二法が制定されている。
法令（国土開発幹線自動車道建設法の別表、高速自動車国道の路線を指定する政令の別表）による路線名は、東京IC - 小牧IC間は第一東海自動車道で、かつ小牧JCT - 小牧IC間は中央自動車道西宮線と第一東海自動車道の重複区間である。
1966年（昭和41年）7月までの根拠法令は、上記法令と異なる。以下、当時の法令を列挙する。
東海道幹線自動車国道建設法。1960年（昭和35年）7月25日公布施行。東海道幹線自動車国道建設法は、国土開発幹線自動車道建設法の予定路線網に取り込まれる形で、1966年（昭和41年）7月1日で廃止された。路線名は「○○自動車道」ではなく「幹線自動車国道」という他に例を見ない名称が使用され、終点位置はその後の国土開発幹線自動車道建設法の「小牧市」とは異なって「名古屋市附近」となっているが、その経緯については東京・神戸間の高速道路計画で詳述。
| 路線名               | 起点   | 主たる経過地                                | 主たる経過地                                | 終点         |
| -------------------- | ------ | ------------------------------------------- | ------------------------------------------- | ------------ |
| 東海道幹線自動車国道 | 東京都 | 横浜市附近 静岡市附近 浜松市附近 豊橋市附近 | 横浜市附近 静岡市附近 浜松市附近 豊橋市附近 | 名古屋市附近 |

東海道幹線自動車国道建設法施行令（その後の「高速自動車国道の路線を指定する政令」に該当）では次のように指定されている。この法律は東海道幹線自動車国道建設法第3条第1項、第5条の規定に基づいて政令として制定された。1962年（昭和37年）5月30日公布施行。本法律は1966年（昭和41年）7月1日で廃止された。経過地は合併前の吉原市や清水市が含まれ、起点は世田谷区ではなく渋谷区となっている。
| 路線名                             | 起点         | 重要な経過地 | 重要な経過地 | 重要な経過地 | 重要な経過地 | 終点   |
| ---------------------------------- | ------------ | --- | --- | --- | --- | ------ |
| 高速自動車国道東海道幹線自動車国道 | 東京都渋谷区 | 川崎市 横浜市 大和市 厚木市 秦野市 御殿場市 沼津市 吉原市 富士市 清水市 静岡市 焼津市 掛川市 袋井市 磐田市 浜松市 新城市 豊橋市 豊川市 岡崎市 豊田市 名古屋市 春日井市 | 川崎市 横浜市 大和市 厚木市 秦野市 御殿場市 沼津市 吉原市 富士市 清水市 静岡市 焼津市 掛川市 袋井市 磐田市 浜松市 新城市 豊橋市 豊川市 岡崎市 豊田市 名古屋市 春日井市 | 川崎市 横浜市 大和市 厚木市 秦野市 御殿場市 沼津市 吉原市 富士市 清水市 静岡市 焼津市 掛川市 袋井市 磐田市 浜松市 新城市 豊橋市 豊川市 岡崎市 豊田市 名古屋市 春日井市 | 川崎市 横浜市 大和市 厚木市 秦野市 御殿場市 沼津市 吉原市 富士市 清水市 静岡市 焼津市 掛川市 袋井市 磐田市 浜松市 新城市 豊橋市 豊川市 岡崎市 豊田市 名古屋市 春日井市 | 小牧市 |

なお、東名の建設に関わる法令は、1966年（昭和41年）7月に廃止された東海道幹線自動車国道建設法に基づいていたため、国土開発幹線自動車道建設法（旧国土開発縦貫自動車道建設法）第5条による建設線の基本計画は告示されていない。計画の最初から国土開発縦貫自動車道建設法に基づいている名神高速道路、中央自動車道との違いである。

## インターチェンジなど
- IC番号欄の背景色が     である部分については道路が供用済みの区間を示す。施設名欄の背景色が     である部分は施設が供用されていない、または完成していないことを示す。
- スマートインターチェンジ（SIC）は背景色     で示す。
- 路線名の特記がないものは市町道。
- バスストップ（BS）のうち、○/●は運用中、◆は休止中の施設。無印はBSなし。
  - 浜松IC、名古屋ICは▲としている。これは当該BSはIC近隣に設置された施設でIC設備からも離れており、本高速道路に属すBSではないためであるが、実際の運用上の扱いは一緒である。
- TB は本線料金所の略称を示す。
- SA はサービスエリア、PA はパーキングエリアの略称をそれぞれ示す。

| IC 番号           | 施設名                      | 接続路線名                                                                    | 東京 から （km） | BS | 備考                                                                                         | 所在地          | 所在地          | 所在地          |        |
| ----------------- | --------------------------- | ----------------------------------------------------------------------------- | ---------------- | -- | -------------------------------------------------------------------------------------------- | --------------- | --------------- | --------------- | ------ |
| 首都高速3号渋谷線 |                             |                                                                               |                  |    |                                                                                              |                 |                 |                 |        |
| 1                 | 東京IC                      | 都道311号環状八号線                                                           | 0.0              |    |                                                                                              | 東京都 世田谷区 | 東京都 世田谷区 | 東京都 世田谷区 |        |
| -                 | 東名JCT                     | 東京外かく環状道路 （C3 東京外環自動車道）                                    | 1.8              | -  | 事業中。                                                                                     | 東京都 世田谷区 | 東京都 世田谷区 | 東京都 世田谷区 |        |
| -                 | 東京TB/向ヶ丘BS             | -                                                                             | 6.6              | ○  |                                                                                              | 神奈川県        | 川崎市 宮前区   | 川崎市 宮前区   |        |
| 3                 | 東名川崎IC                  | 尻手黒川道路 （川崎市道尻手黒川線／主要地方道野川菅生線）                     | 7.6              |    |                                                                                              | 神奈川県        | 川崎市 宮前区   | 川崎市 宮前区   |        |
| -                 | 江田BS                      | -                                                                             | 10.5             | ○  |                                                                                              | 神奈川県        | 横浜市          | 青葉区          |        |
| 3-1               | 横浜青葉IC/JCT              | 国道246号 首都高速神奈川7号横浜北西線                                         | 13.3             |    |                                                                                              | 神奈川県        | 横浜市          | 青葉区          |        |
| -                 | 港北PA                      | -                                                                             | 14.2 14.9        |    | 名古屋方面 東京方面                                                                          | 神奈川県        | 横浜市          | 緑区            |        |
| 4                 | 横浜町田IC                  | 国道16号（大和バイパス/保土ヶ谷バイパス）                                     | 19.7             | ◆  | BSは1999年（平成11年）廃止                                                                   | 神奈川県        | 横浜市          | 緑区            |        |
| -                 | 横浜上瀬谷IC（仮称）        |                                                                               | 21.2             |    | 検討中                                                                                       | 神奈川県        | 横浜市          | 瀬谷区          | 瀬谷区 |
| -                 | 大和BS                      | -                                                                             | 24.0             | ○  |                                                                                              | 神奈川県        | 大和市          | 大和市          |        |
| 4-1               | 綾瀬SIC/BS                  | 県道42号藤沢座間厚木線                                                        | 28.8             | ○  |                                                                                              | 神奈川県        | 綾瀬市          | 綾瀬市          |        |
| -                 | 海老名SA                    | -                                                                             | 31.4             |    |                                                                                              | 神奈川県        | 海老名市        | 海老名市        |        |
| 4-2               | 海老名JCT                   | C4 首都圏中央連絡自動車道                                                     | 33.9             | -  |                                                                                              | 神奈川県        | 海老名市        | 海老名市        |        |
| 5                 | 厚木IC                      | 国道129号 E85 小田原厚木道路                                                  | 35.0             |    |                                                                                              | 神奈川県        | 厚木市          | 厚木市          |        |
| -                 | 厚木BS                      | -                                                                             | 36.7             | ○  |                                                                                              | 神奈川県        | 厚木市          | 厚木市          |        |
| 5-1               | 伊勢原JCT                   | E1A 新東名高速道路                                                            | 40.2             | -  | 東名東京方面⇔新東名海老名南JCT方面 及び東名名古屋方面⇔新東名伊勢原大山IC方面相互間の利用不可 | 神奈川県        | 伊勢原市        | 伊勢原市        |        |
| -                 | 伊勢原BS/救急車緊急退出路   |                                                                               | 41.7             | ○  | 東海大学医学部付属病院に接続                                                                 | 神奈川県        | 伊勢原市        | 伊勢原市        |        |
| 5-2               | 秦野中井IC/秦野BS           | 県道71号秦野二宮線 厚木秦野道路（事業中）                                     | 50.1             | ○  |                                                                                              | 神奈川県        | 秦野市          | 秦野市          |        |
| -                 | 中井PA                      | -                                                                             | 53.7             |    |                                                                                              | 神奈川県        | 足柄上郡        | 中井町          |        |
| -                 | 大井BS                      | -                                                                             | 57.1             | ○  |                                                                                              | 神奈川県        | 足柄上郡        | 大井町          |        |
| 6                 | 大井松田IC                  | 国道255号 県道78号御殿場大井線                                                | 57.9             |    |                                                                                              | 神奈川県        | 足柄上郡        | 大井町          |        |
| -                 | 松田BS                      | -                                                                             | 60.2             | ○  | 下り線は左ルート                                                                             | 神奈川県        | 足柄上郡        | 松田町          |        |
| -                 | 山北BS                      | -                                                                             | 63.6             | ○  | 下り線は左ルート                                                                             | 神奈川県        | 足柄上郡        | 山北町          |        |
| -                 | 鮎沢PA                      | -                                                                             | 71.9 72.5        |    | 下り線左ルートのみ設置 上り線                                                                |                 | 足柄上郡        | 山北町          |        |
| -                 | 小山BS                      | -                                                                             | 75.5             | ○  | 下り線は左ルート                                                                             | 静岡県          | 駿東郡 小山町   | 駿東郡 小山町   |        |
| -                 | 足柄BS                      | -                                                                             | 79.2             | ○  |                                                                                              | 静岡県          | 駿東郡 小山町   | 駿東郡 小山町   |        |
| 6-1               | 足柄SA/SIC                  |                                                                               | 81.1             |    |                                                                                              | 静岡県          | 駿東郡 小山町   | 駿東郡 小山町   |        |
| 6-1               | 足柄SA/SIC                  | 御殿場市                                                                      | 81.1             |    |                                                                                              | 静岡県          |                 |                 |        |
| 7                 | 御殿場IC第二出入口          | 国道138号（御殿場バイパス）                                                   | 83.7             |    | 東京方面出入口（ハーフインターチェンジ）                                                     | 静岡県          |                 |                 |        |
| 7                 | 御殿場IC第一出入口 御殿場BS | 県道401号御殿場箱根線                                                         | 83.7             | ○  | 東名高速道路最高地点（標高454m）                                                             | 静岡県          |                 |                 |        |
| 7-1               | 御殿場JCT                   | E1A 新東名高速道路                                                            | 88.3             | -  | 東名東京方面⇔新東名新御殿場IC方面 及び東名名古屋方面⇔新東名長泉沼津IC方面相互間の利用不可    | 静岡県          |                 |                 |        |
| 7-2               | 駒門PA/SIC                  |                                                                               | 90.0 91.6        | ◆  | 東京方面 名古屋方面                                                                          | 静岡県          |                 |                 |        |
| 7-3               | 裾野IC                      | 県道82号裾野インター線                                                        | 93.8             |    |                                                                                              | 静岡県          | 裾野市          | 裾野市          |        |
| -                 | 裾野BS                      | -                                                                             | 95.5             | ○  |                                                                                              | 静岡県          | 裾野市          | 裾野市          |        |
| 8                 | 沼津IC                      | E70 伊豆縦貫自動車道 県道83号沼津インター線 県道405号足高三枚橋線             | 103.3            | ○  |                                                                                              | 静岡県          | 沼津市          | 沼津市          |        |
| 8-1               | 愛鷹PA/SIC                  |                                                                               | 105.9            | ○  |                                                                                              | 静岡県          | 沼津市          | 沼津市          |        |
| -                 | 原BS                        | -                                                                             | 112.2            | ◆  |                                                                                              | 静岡県          | 沼津市          | 沼津市          |        |
| -                 | 中里BS                      | -                                                                             | 115.7            | ○  |                                                                                              | 静岡県          | 富士市          | 富士市          |        |
| 9                 | 富士IC                      | 国道139号（西富士道路） 県道353号田子浦港富士インター線 県道414号富士富士宮線 | 121.5            | ○  |                                                                                              | 静岡県          | 富士市          | 富士市          |        |
| -                 | 松岡BS                      | -                                                                             | 125.0            | ○  |                                                                                              | 静岡県          | 富士市          | 富士市          |        |
| 9-1               | 富士川SA/SIC                | 県道10号富士川身延線                                                          | 127.5            | ○  | 上り線のみハイウェイオアシス併設                                                             | 静岡県          | 富士市          | 富士市          |        |
| -                 | 蒲原BS                      | -                                                                             | 133.1            | ○  |                                                                                              | 静岡県          | 静岡市          | 清水区          |        |
| -                 | 由比PA                      | -                                                                             | 138.7 139.8      | ◆  | 名古屋方面 東京方面                                                                          | 静岡県          | 静岡市          | 清水区          |        |
| -                 | 興津BS                      | -                                                                             | 142.5            | ○  |                                                                                              | 静岡県          | 静岡市          | 清水区          |        |
| 9-2               | 清水JCT                     | E52 新東名高速道路（清水連絡路）                                              | 146.4            | -  |                                                                                              | 静岡県          | 静岡市          | 清水区          |        |
| 10                | 清水IC                      | 国道1号（静清バイパス）                                                       | 147.8            | ○  |                                                                                              | 静岡県          | 静岡市          | 清水区          |        |
| -                 | 日本平PA                    | -                                                                             | 155.9            | ○  |                                                                                              | 静岡県          | 静岡市          | 駿河区          |        |
| 10-1              | 日本平久能山SIC             | 県道74号山脇大谷線                                                            | 158.8            | -  |                                                                                              | 静岡県          | 静岡市          | 駿河区          |        |
| 11                | 静岡IC                      | 県道84号中島南安倍線                                                          | 161.8            | ○  |                                                                                              | 静岡県          | 静岡市          | 駿河区          |        |
| -                 | 日本坂PA                    | -                                                                             | 171.5 171.6      |    | 東京方面 名古屋方面                                                                          | 静岡県          | 焼津市          | 焼津市          |        |
| 12                | 焼津IC                      | 県道81号焼津森線                                                              | 173.6            |    |                                                                                              | 静岡県          | 焼津市          | 焼津市          |        |
| -                 | 焼津西BS                    | -                                                                             | 176.1            | ○  |                                                                                              | 静岡県          | 焼津市          | 焼津市          |        |
| 12-1              | 大井川焼津藤枝SIC 大井川BS  |                                                                               | 181.4            | ○  |                                                                                              | 静岡県          | 焼津市          | 焼津市          |        |
| 13                | 吉田IC                      | 県道34号島田吉田線                                                            | 185.6            | ○  |                                                                                              | 静岡県          | 榛原郡 吉田町   | 榛原郡 吉田町   |        |
| -                 | 牧之原SA/牧の原BS           | -                                                                             | 194.4            | ○  |                                                                                              | 静岡県          | 牧之原市        | 牧之原市        |        |
| 13-1              | 相良牧之原IC                | 国道473号（金谷御前崎連絡道路）                                               | 196.6            |    |                                                                                              | 静岡県          | 牧之原市        | 牧之原市        |        |
| 14                | 菊川IC                      | 県道79号吉田大東線                                                            | 201.8            | ○  |                                                                                              | 静岡県          | 菊川市          | 菊川市          |        |
| 14-1              | 掛川IC                      | 県道38号掛川大東線 県道403号磐田掛川線                                        | 207.8            | ○  |                                                                                              | 静岡県          | 掛川市          | 掛川市          |        |
| -                 | 小笠PA                      | -                                                                             | 209.8            |    |                                                                                              | 静岡県          | 掛川市          | 掛川市          |        |
| -                 | 岡津BS                      | -                                                                             | 212.9            | ○  |                                                                                              | 静岡県          | 掛川市          | 掛川市          |        |
| 15                | 袋井IC                      | 県道61号浜北袋井線                                                            | 219.4            | ●  |                                                                                              | 静岡県          | 袋井市          | 袋井市          |        |
| 15-1              | 磐田IC                      | 県道86号磐田インター線 県道283号横川磐田線                                    | 223.4            |    |                                                                                              | 静岡県          | 磐田市          | 磐田市          |        |
| -                 | 磐田原PA                    | -                                                                             | 223.4            |    | 1997年（平成9年）6月1日廃止、遠州豊田PAに移設された。跡地には磐田ICを設置。                  | 静岡県          | 磐田市          | 磐田市          |        |
| 15-2              | 遠州豊田PA/SIC              |                                                                               | 225.3            |    |                                                                                              | 静岡県          | 磐田市          | 磐田市          |        |
| -                 | 磐田BS                      | -                                                                             | 226.2            | ○  |                                                                                              | 静岡県          | 磐田市          | 磐田市          |        |
| 16                | 浜松IC                      | 県道65号浜松環状線                                                            | 230.0            | ▲  |                                                                                              | 静岡県          | 浜松市          | 中央区          |        |
| -                 | 浜松北BS                    | -                                                                             | 233.5            | ○  |                                                                                              | 静岡県          | 浜松市          | 中央区          |        |
| 16-1              | 三方原PA/SIC                |                                                                               | 234.9            |    |                                                                                              | 静岡県          | 浜松市          | 中央区          |        |
| 16-2              | 浜松西IC                    | 県道65号浜松環状線                                                            | 240.5            |    |                                                                                              | 静岡県          | 浜松市          | 中央区          |        |
| 16-3              | 舘山寺BS/SIC                | 県道320号引佐舘山寺線 県道368号湖東舘山寺線                                   | 244.4            | ○  |                                                                                              | 静岡県          | 浜松市          | 中央区          |        |
| -                 | 浜名湖SA/BS                 | -                                                                             | 247.9            | ○  |                                                                                              | 静岡県          | 浜松市          | 浜名区          |        |
| 17                | 三ヶ日IC                    | 県道85号三ヶ日インター線 県道308号鳳来三ケ日線                                | 251.1            |    |                                                                                              | 静岡県          | 浜松市          | 浜名区          |        |
| -                 | 三ヶ日BS                    | -                                                                             | 255.0            | ○  |                                                                                              | 静岡県          | 浜松市          | 浜名区          |        |
| 17-1              | 三ヶ日JCT                   | E69 新東名高速道路（引佐連絡路） 三遠伊勢連絡道路（調査中）                   | 255.8            | -  |                                                                                              | 静岡県          | 浜松市          | 浜名区          |        |
| -                 | 新城PA                      | -                                                                             | 261.0            |    |                                                                                              | 愛知県          | 新城市          | 新城市          |        |
| -                 | 豊橋北BS                    | -                                                                             | 262.3            | ◆  |                                                                                              | 愛知県          | 新城市          | 新城市          |        |
| -                 | 豊橋新城SIC                 |                                                                               | 262.7            |    | 2026年（令和8年）度供用開始予定                                                              | 愛知県          | 豊橋市          | 豊橋市          |        |
| -                 | 豊橋PA/TB                   | -                                                                             | 265.7            |    | 本線料金所（検札所）は2007年（平成19年）5月31日廃止 PAは名古屋方面のみ                       | 愛知県          | 豊橋市          | 豊橋市          |        |
| 18                | 豊川IC                      | 国道151号                                                                     | 269.0            | ○  |                                                                                              | 愛知県          | 豊川市          | 豊川市          |        |
| -                 | 赤塚PA                      | -                                                                             | 274.0            |    |                                                                                              | 愛知県          | 豊川市          | 豊川市          |        |
| -                 | 音羽BS                      | -                                                                             | 279.1            | ○  |                                                                                              | 愛知県          | 豊川市          | 豊川市          |        |
| 18-1              | 音羽蒲郡IC                  | 国道1号 県道73号長沢蒲郡線（音羽蒲郡道路）                                    | 280.2            |    |                                                                                              | 愛知県          | 豊川市          | 豊川市          |        |
| -                 | 本宿BS                      | -                                                                             | 285.4            | ○  |                                                                                              | 愛知県          | 岡崎市          | 岡崎市          |        |
| -                 | 美合PA                      | -                                                                             | 288.9 290.2      |    | 名古屋方面 東京方面                                                                          | 愛知県          | 岡崎市          | 岡崎市          |        |
| 19                | 岡崎IC                      | 国道1号                                                                       | 293.4            | ○  |                                                                                              | 愛知県          | 岡崎市          | 岡崎市          |        |
| -                 | 岡崎阿知和SIC               |                                                                               | 299.5            | -  | 事業中                                                                                       | 愛知県          | 岡崎市          | 岡崎市          |        |
| -                 | 岩津BS                      | -                                                                             | 301.5            | ○  |                                                                                              | 愛知県          | 岡崎市          | 岡崎市          |        |
| 19-2              | 豊田JCT                     | E1A 伊勢湾岸自動車道                                                          | 304.1            |    |                                                                                              | 愛知県          | 豊田市          | 豊田市          |        |
| 19-3              | 豊田上郷SA/SIC              | 県道76号豊田安城線                                                            | 305.8            | ○  |                                                                                              | 愛知県          | 豊田市          | 豊田市          |        |
| 20                | 豊田IC                      | 国道155号（豊田南バイパス） 県道76号豊田安城線                                | 310.8            | ○  |                                                                                              | 愛知県          | 豊田市          | 豊田市          |        |
| 20-1              | 東名三好IC/三好BS           | 県道54号豊田知立線                                                            | 315.8            | ○  |                                                                                              | 愛知県          | みよし市        | みよし市        |        |
| -                 | 東郷PA/SIC                  | -                                                                             | 318.0            |    | SICは事業中                                                                                  | 愛知県          | 日進市          | 日進市          |        |
| -                 | 日進BS                      | -                                                                             | 319.3            | ○  |                                                                                              | 愛知県          | 日進市          | 日進市          |        |
| 20-2              | 日進JCT                     | 名古屋瀬戸道路                                                                | 322.3            |    |                                                                                              | 愛知県          | 日進市          | 日進市          |        |
| 21                | 名古屋IC                    | C2 名古屋第二環状自動車道支線 県道60号名古屋長久手線（東山通）                | 325.5            | ▲  |                                                                                              | 愛知県          | 名古屋市 名東区 | 名古屋市 名東区 |        |
| -                 | 旭BS                        | -                                                                             | 329.5            | ◆  |                                                                                              | 愛知県          | 尾張旭市        | 尾張旭市        |        |
| 21-1              | 守山PA/SIC                  |                                                                               | 333.6            |    |                                                                                              | 愛知県          | 名古屋市 守山区 | 名古屋市 守山区 |        |
| 22                | 春日井IC                    | 国道19号                                                                      | 337.6            | ◆  |                                                                                              | 愛知県          | 春日井市        | 春日井市        |        |
| 23                | 小牧JCT                     | E19 中央自動車道                                                              | 339.8            | -  |                                                                                              | 愛知県          | 小牧市          | 小牧市          |        |
| 24                | 小牧IC                      | 国道41号 名古屋高速11号小牧線                                                 | 346.7            |    |                                                                                              | 愛知県          | 小牧市          | 小牧市          |        |
| E1 名神高速道路   |                             |                                                                               |                  |    |                                                                                              |                 |                 |                 |        |

## 歴史

### 構想から法整備まで

内務省土木局が戦時下に計画した自動車国道網。既に東名の原型が構想されている。

遠藤三郎の銅像。遠藤は東名の実現において主導的な役割を果たした。

東名の計画は1940年（昭和15年）の内務省における弾丸道路計画に端を発する。計画は戦局悪化により中断されたが、1951年（昭和26年）に当時の首相であった吉田茂の命により東京 - 神戸間の道路計画として再開された。
これと相前後して、同じ東京 - 神戸間を南アルプス経由で貫く中央道が計画され、東名と競合の形をとったためにいずれを採用するかで政府や政治家、専門家を巻き込む大論争へと発展した。しかし両案とも名古屋 - 神戸間はさしたる違いがないことと、経済効果が大きいことを勘案してこの区間のみ先行して事業化することにした。これが名神高速道路である。
残る東京 - 名古屋間は、法整備のうえでは中央道が先行した。1957年（昭和32年）4月に、中央道建設の根拠法である国土開発縦貫自動車道建設法が施行され、このため東名の計画は中止のやむなきに至った。
この間も国道1号の交通量は暫時増加傾向を示し、いよいよ行き詰まりの様相を呈した。大量の交通を高速で流すためには東名の建設が必須で、これは衆議院議員の遠藤三郎らによって支持された。遠藤は東名建設のための法案を議員提案として国会に提案し、1960年（昭和35年）7月に東海道幹線自動車国道建設法が成立するに至った。

### 設計と建設

#### 調査

国道1号（東京 - 名古屋間）の交通量の推移。交通量の激増ぶりを見てとることができる。

東名の設計の基本となったのが、建設省が1959年（昭和34年）から1961年（昭和36年）にかけて調査のうえまとめた「東海道幹線自動車国道調査報告書」である。
調査は逼迫する国道1号の現状調査、改良箇所およびバイパス建設の検討から始まり、それでも逼迫する場合は自動車専用道路の調査も考慮した。結果、国道1号の現状から推して高速自動車国道の建設は一刻も放置できないと判断されて重点をこれに移して調査を行ない、1961年（昭和36年）10月にはまとめあげて道路審議会に報告した。
報告によると、有料道路とした場合の採算性は1962年度に着工し、建設期間を7年として、1969年度から供用すると仮定した場合の1969年（昭和44年）の一日の平均交通量は15,594台と算出した。これに将来の伸びを考慮すると供用開始後21年で償還を終了すると推定した。さらに直接の経済効果として、走行便益、時間便益、交通事故減少効果のほかに間接効果として沿道地域の人口と産業の増加ならびに工場などの在庫の減少が期待される。このうち一般道路から東名に転換する交通量による直接効果は235億円と推定され、これだけでも10年足らずで建設費相当額の便益がある。つまり、東名は巨額の投資を行っても造るに値する経済価値があることが明らかとなった。
起点はその後の世田谷区と異なって渋谷区代々木八幡の環状6号（山手通り）の接続部とされ、以後、環状7号、環状8号の各交差部でインターチェンジを設ける手筈であった。調査時点で東京都内における東名と接続する交通体系の方針が未確定であったことから一応決めたことであって、これが確定すればこの計画に合わせることにした。終点は法律では名古屋市附近であるが、技術的な事情によって小牧市となった。その延長は356 kmで、建設費用は2,442億円である。具体的調査により、過去に概算された1,700 - 1,900億円から大幅増となった。
ルートは確定後の東名と概ね一致するが、焼津 - 豊川間は3ルートがあってこの時点では絞り切れていない（後述）。車線数は東京第3インターチェンジ（環状8号接続）から松田までが往復6車線で、さし当たりは4車線の建設を行い、用地のみ完成形で買収する。それ以外は完成形の4車線断面である。こうした建設省の調査を引き継いで日本道路公団（以下、公団）が改めて調査に望んだ。以下は公団による調査である。
建設省の調査は直線主体の旧来の線形であったことと、名神建設で経験された建設費用の実績が建設費積算に反映されておらず、加えて短い区間における比較線調査が十分に行われていなかった。これによりこの調査のみをもって東名の整備計画を確定するには不十分であることから、1961年（昭和36年）より改めて公団の手で調査が行われ、それが結果的に3,425億円という建設費概算となって現れた。さらに東名の特徴である曲線主体の線形を大幅採用し、建設省調査後に住宅団地化、工業団地化した区域を避けるべく路線修正を行った。

東名の起点は建設省案の渋谷区代々木八幡から世田谷区瀬田町に変更された。6車線区間は当初は環状八号接続部から松田の間であったが、公団はこれを厚木に短縮した。

起点は、東名の道路規格で都心部まで乗り入れることは極めて困難であることから、建設省案の渋谷区から世田谷区の環状8号外側まで後退した。最終的な起点位置は、首都高速3号渋谷線の連結を考慮して決定した。
また、費用対効果の確認や車線数、インターチェンジ位置を計画するに当たって推定交通量を算出した。1969年（昭和44年）の東名開通時点の交通量は、東京の日換算33,000台を頂点に厚木までが2万台以上と突出しており、さらに開通後10年以内の東京 - 厚木間の推計は2倍以上に増加するとの見立てから、東京 - 厚木間は往復6車線、それ以外は往復4車線とした。ただし、当初整備計画では東京 - 大井松田間を往復6車線としたが、小田原厚木道路が計画されたことによって、厚木 - 大井松田間は往復4車線に縮小された。
なお、1時間あたりの交通容量は、6車線7,000台、4車線4,600台で、これを基に年平均の1日の交通容量を算出した場合、往復6車線区間で88,000台、往復4車線区間で48,000台である。これだけの交通容量ならば、東名は無理なく車を流すことができる。実際、全線開通15年後の1984年（昭和59年）の推定交通量はこの範囲に収まっている。しかしながら、開通後ほどなくして、この交通容量では圧倒的に不足することが明らかとなった。

#### 路線選定

静岡 - 豊川間比較線図。この内の焼津から天竜川に至る約60 km区間は、東名において最も大きな比較論争を巻き起こし、結果的に整備計画策定が1年遅れた。（国土地理院地図・空中写真閲覧サービスの地形図を元に加工）

日本道路公団が建設省から事業を引き継いだ段階で、静岡県西部の焼津 - 三ヶ日間の大比較線が残されていた。建設省が大比較線を残したのはいずれも決しえなかったためである。よって公団の手で改めて比較調査を行った。大比較線は3ルート用意され、この中から、経済効果、建設費用、工事の難易度、走行安全性といった要素を加味して一本に絞る。3案とは、内陸、海岸、その中間であるが、元々建設省が計画したのは浜北を通過する内陸案で、これに対して産業計画会議が海岸案を提案し、この二案を折衷したのが中間案であった。
内陸は路線延長が短く建設費も最小だが浜松市から遠く、利用交通量が少ない。海岸は路線延長が長く建設費も高いうえに、利用交通量が少ないことで2,000億円相当の損失が見込まれた。よって、公団は中間を採用することにしたが、そこへ静岡県が海岸案を主張してきた。これは静岡県が1961年（昭和36年）に策定した総合開発計画がこの海岸線案を骨子として出来たためで、県の考えでは、開発の遅れている遠州灘海岸地帯の振興のために東名を利用しようということであったが、いかんせん損失額が大きすぎるため、県は海岸よりやや内陸となる案（静岡県案）を提案した。それでも中間有利と判定されたのは、利用する地形がよく、路線延長が短い、3パーセント以上の勾配距離が海岸の半分以下、建設費が97億円安い、海岸と比べ交通量が多い、よって超過便益は海岸に比べて差し引き504億円相当で圧倒的に中間有利という結果が出たことによる。また、海岸は未開発地帯を通るだけに、東名開通の折には土地の利用効率は約69億円相当海岸有利であるが、それとて建設費97億円の差額にも及ばないとされた。但し、静岡県の主張する海岸地帯開発の考えを一部取り入れてルートに反映させることとした。これに茶畑の潰地を少なくし、橋梁を避ける等の修正を行って最終ルートが確定した。路線の内定は1963年（昭和38年）6月で、一年以上も遅れていた整備計画の策定にさっそく反映された。
| 画像左 : 松田町内の東名。奥は酒匂川で、高速道路の建設に適した酒匂川と手前の山地間の平野は、人家、道路などで全て埋め尽くされていた。このため東名は画面手前側の山沿いに計画された。画像右 : 鮎沢付近の東名最大規模の長大切土。切り取り高さ75 m、掘削土量約5万立方メートルに及んだ。こうした長大切土は自然のバランスを崩すことから負の条件を持つ。工事中の災害の危険が伴い、開通後も崖崩れの恐れがある。そうした危険を回避する意味でも山北の場合は都夫良野トンネルが掘削された。 |  | 画像左 : 松田町内の東名。奥は酒匂川で、高速道路の建設に適した酒匂川と手前の山地間の平野は、人家、道路などで全て埋め尽くされていた。このため東名は画面手前側の山沿いに計画された。画像右 : 鮎沢付近の東名最大規模の長大切土。切り取り高さ75 m、掘削土量約5万立方メートルに及んだ。こうした長大切土は自然のバランスを崩すことから負の条件を持つ。工事中の災害の危険が伴い、開通後も崖崩れの恐れがある。そうした危険を回避する意味でも山北の場合は都夫良野トンネルが掘削された。 |
| 画像左 : 松田町内の東名。奥は酒匂川で、高速道路の建設に適した酒匂川と手前の山地間の平野は、人家、道路などで全て埋め尽くされていた。このため東名は画面手前側の山沿いに計画された。画像右 : 鮎沢付近の東名最大規模の長大切土。切り取り高さ75 m、掘削土量約5万立方メートルに及んだ。こうした長大切土は自然のバランスを崩すことから負の条件を持つ。工事中の災害の危険が伴い、開通後も崖崩れの恐れがある。そうした危険を回避する意味でも山北の場合は都夫良野トンネルが掘削された。 |  | |

松田 - 山北間比較線図。箱根山と丹沢山塊に囲まれた標高150 - 400 mの山あいに計画された。（国土地理院地図・空中写真閲覧サービスの地形図を元に加工）

こうしたルート選択において難渋を極めたのが松田 - 山北間、インターチェンジでいえば大井松田IC - 御殿場IC間である。このわずか14 kmの区間に工費254億円を投じ、km換算では17億円という、東京付近の地価の高い区間を除いて最高の建設費を要した。東京 - 小牧間の東名にあって最後に開通した区間であり、予算不足ゆえ工事の発注が遅れたうえに高難度の建設工事、そして路線選定でもめた区間であった。松田 - 山北間は、箱根山と丹沢山塊に囲まれた、急峻で狭隘な谷間とを縫って進むが、鮎沢川と酒匂川による浸食作用が手伝って山腹や山裾は急崖をなし、その川と急崖の間のわずかな平地に人家が建ち並ぶ。加えて国道と鉄道が並行し、山の斜面にはミカン畑がある。結果、高速道路を造りうるような場所は全て国道、人家、鉄道で埋め尽くされており、こうした狭隘な地形条件とあっては東名は高所を通さざるを得ないとされた。東名が切り立った山の側面に取り付いているのはこうした理由からである。
この区間は当初、大小を含めて10本の比較ルートが用意されたが、大別すれば長大のり面と橋が多い南線と、トンネルの長い北線に収れんされる。一般的にトンネルは工費が高いことから、建設費抑制の観点からいえばトンネルを要する山の通過は避けて山あいを迂回すればよい。しかし、それによって山肌を削り取る必要が生じ、結果、工事中の危険性が高く、開通後も崖崩れの危険がつきまとう。山あいの通過ではカーブがきつくなることでドライバーの負担が増し、さらに高い橋脚を要することはトンネル以上の建設費を要する。そして、高所ゆえ冬は路面凍結の恐れがあることを考慮すると、むしろトンネルを挿入する方が線形や構造物を楽にでき、全体としては安全になる。都夫良野トンネルはこうして建設されることになったが、これが北線であり、こちらが採択された。

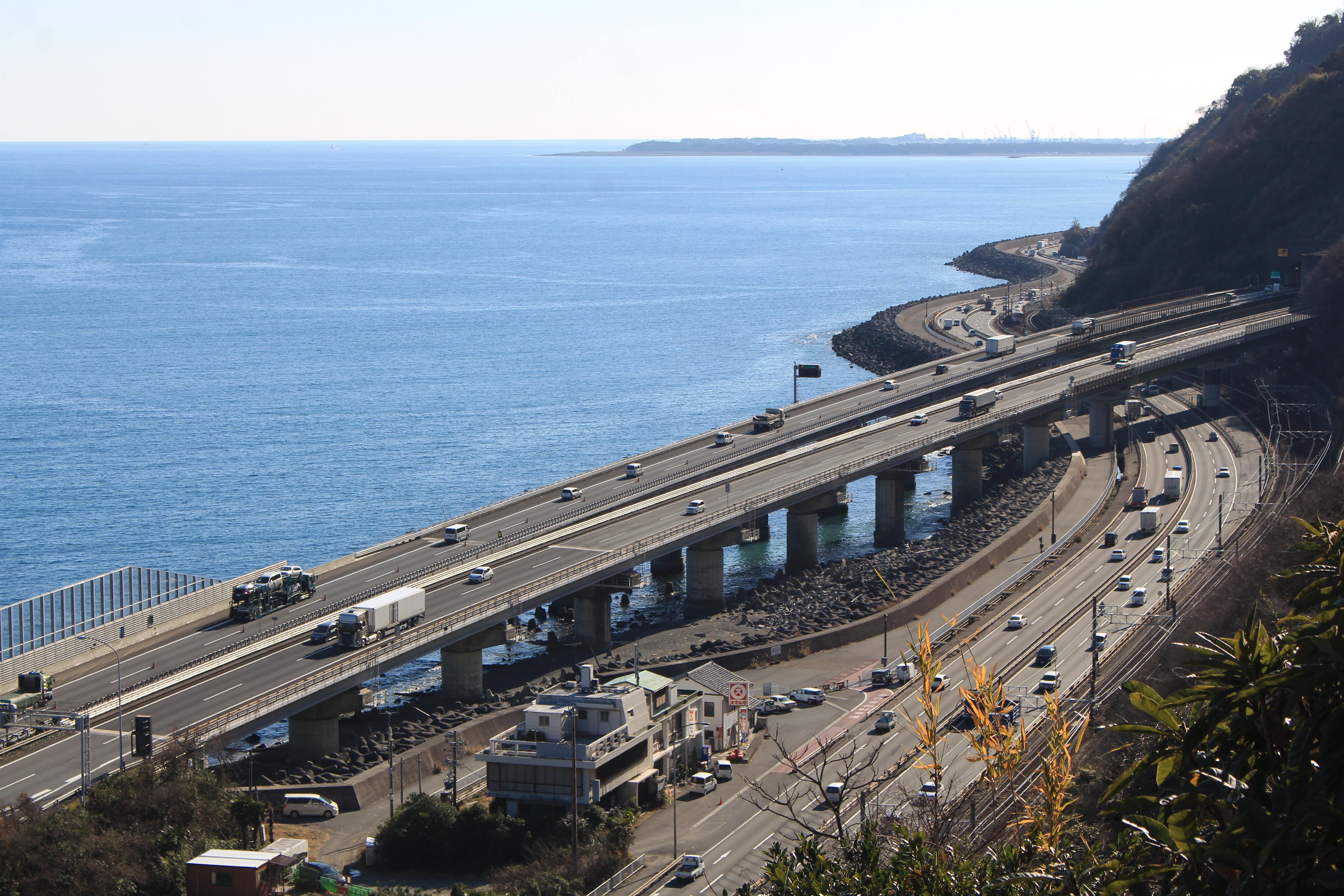
由比の海岸に敷設された東名。地滑りにより発生した土砂を海浜に埋め立てて、そこに東名を建設した。

比較線でもう1本苦慮したのは由比地区である。もともと建設省が海岸ルートを検討していたものを放棄して山手まわりとしたが、この付近の山は地滑り地帯であることから、それを避けるためにトンネルを通す位置を最も安全な位置に計画した。ところが、そこを東海道新幹線が利用することになり、計画が立ちいかなくなった。しかし、1961年（昭和36年）に発生した由比町寺尾地区で発生した地滑りにおいて約120万立方メートルの排土が必要となり、様々な理由から海岸へ投棄する以外に選択肢がなく、農林省から建設省に対して協力要請があった。公団はこれに飛びつき、急遽海岸回りの検討に入った。距離にして山手回りと比較して大差なく、海岸埋め立て事業を国道事業、海岸保全事業との合併施工で行えば工費もいくぶん節約できる。結局、海岸を埋め立てて、そこに東名を通すことになった。東名の施行命令は1962年（昭和37年）5月の東京 - 静岡間を皮切りになされたが、当該区間を最優先としたのは、由比地区の地滑り地帯の工事に早く取りかかる必要からであった。当該地帯の工事は同年10月からの開始を予定し、そのためには一刻も早い路線指定を行って、土砂の搬出についての契約を遅くとも5月中に済ませなければ間に合わないためである。

#### 施行命令
建設大臣から日本道路公団に下される施行命令は次の順になされた。1962年（昭和37年）5月30日（東京 - 静岡間）、同年9月17日（豊川 - 小牧間）、1963年（昭和38年）10月25日（静岡 - 豊川間を含めた東京 - 小牧間の全線）。
しかし、命令は真っ先に下されたが、その時点で路線が確定していたわけではなかった。特に上述の松田 - 山北間の路線が確定したのは1964年（昭和39年）8月である。施行命令が下されたからと言って直ちに工事に入るのではなく、様々な調査結果を考慮しながら最終的な路線位置を決定し、中心杭設置、設計協議、用地買収を経てはじめて工事に取りかかる。

#### 用地買収

東名と東海道新幹線の断面比較図。東名の用地買収面積がいかに広大であるかは東海道新幹線と比較すると理解できる。車両のみで比較する場合、自動車よりも新幹線が寸法で上回る。しかし新幹線は上下線合わせて2本の線路で事足りるのに対して東名は上下2本ずつ、往復4車線が必要なうえに、対向車による衝突を防止するための中央分離帯と故障車を駐車させるための路肩を必要とする。このことから用地取得面積は新幹線を大きく上回り、用地買収費の比較では新幹線(515 km)598億円に対して東名(350 km)は925億円である。トンネルも1本で済む新幹線に対して往復分離の東名は2本必要とする。

地形図を入れたルートを地元関係者に発表（路線発表）してのち、諸々の協議を経て用地取得に入る。用地が確保されれば道路は完成したようなものだ、といわれる。しかし、土地が確保されなければ路線計画は絵に描いた餅で、期限までに収容できなければ、予定された開通日に間に合わないだけではなく、税金の優遇措置に影響するなど様々な不都合が生じる。よって、調印を取り付けるために地主の感情を読み解きながら、いたずらに感情を刺激しないように事を運び、期限内の取得を目指した。以下、買収事例を挙げる。
高速道路における用地買収では、買収価格と地権者の思い描いた価格が相違する場合は激しい対立が生じた。それを避けるために地元民を組織化して、その代表と交渉する等の対策を講じたが、それでも金銭が絡むことゆえ内部分裂が生じることも多々あって、そのために地主たちをまとめる代表の苦労も並々ならぬものがあった。袋井市の場合、東海道新幹線の用地買収に2年を費やし、国道1号のそれに8か月を要した土地柄の場所へ東名が交渉に入った。価格協議は予想通りの難航を示し、ほうぼう手を尽くして妥結に至ったのであるが、この間、地主会会長が三人交代している。また、対立が深く、協議に一向の進展も見られない場合、自治体のトップに斡旋を依頼して解決を図った。
先述のように、用地買収は時間との戦いでもあった。秦野市では1966年（昭和41年）3月以降、公団の単価発表に不満を持つ地権者との交渉が決裂し、租税特別措置法の優遇措置が適用される最終期限の3日前に行われた地権者総会では、集まった約200人が関係地主の総意として、公団の買収価格には一切応じられないとして、いよいよ怪しい雰囲気が漂い始めた。そこで公団は地権者会を相手にすることをやめて各地主との直接交渉に乗り出した。そして迎えた最終日、公団は価格を再調整して市長室にて地権者会会長を呼んで協議したところ、会長は公団価格を了承、ただちに公民館に待機中の地権者に発表の上、有線放送で各地主に個別調印の呼びかけを行った。しかし、それに応じる動きを見せる一部地権者を妨害する者の仕業もあって夜半になっても1割弱の調印しか得られなかった。それでもなお公団は諦めず、特別班を編成のうえ夜を徹しての個別の説得工作を試みた結果、夜明け前に調印に訪れる者が現れ、最終的に関係地主が公団事務所を訪れて、ここにようやく完了をみた。また、世田谷区では、都営砧緑地公園（現・都立砧公園）と区営総合体育グランドの用地を取得するに際し、東京都議会と区議会の承認を要することで短期間取得が危ぶまれた。しかし、都区関係者の尽力によって、まれにみる短期間での都議会の議決に至った。
宗教施設の買収には困難が伴った。四部落共有の神社を曳家工法で移転させる事例があったが、氏子側は公団提示額の3倍を要求して交渉は難航した。最終手段として土地収用法による採決を公団が迫り、氏子側は神社移転を収用に持ち込むのは地元の恥であるとして交渉は妥結した。この土地収用は最終手段ではあるが、東名の用地買収ではやむを得ず行使した例がある。ある交渉において最後まで了承しなかった地主数人に対して、市長が午前9時より翌日の午前2時まで、連続17時間にもわたる説得で妥結した者を除く残り1名について、公団の妥結価格を不服として最後まで調印を拒絶し、そのうえ、7兆円の5億万倍という天文学的な価格を突きつけたことから、やむなく収用法を適用したものである。
こうした用地買収と工事に伴う補償費だけで工費全体の30パーセント（924億9,300万円）を要した。

#### 資金計画
敗戦後の日本は極端に税収が少なく、税金だけで高速道路を造ることは不可能であった。そこでアメリカに倣って、道路の建設は借入金で賄うことで税収不足を補い、返済方法は道路を有料にしたうえで、通行料金収入で返済にあてる方法が画策された。道路とは本来公共物であるから、税金で造って無料で通行できる類いのものである。それを有料にして通行料金を取るというのは、当時は画期的なことであった。こうした道路造りの方法として日本道路公団が発足したのであるが、名神、東名、中央道の公団による建設は、税収の少ない当時の日本において選択しうる唯一の方法であった。よって、東名は当初から有料道路として計画され、それを日本道路公団が建設し、開通後の料金収入で借入金を返済することになった。
東名の概算事業費は3,425億円で発足した。これは、東名全線開通における総事業費3,425億円と同額であり、これほどの大規模工事でありながら、予算枠内で出費を抑えることに成功している。この3,425億円という事業費に対し、1962年度（昭和37年度）における国全体の総道路投資額は約4,000億円であったことからも、東名における事業規模の大きさが解る。1 km当たりの工事費は9.8億円で、これをアメリカの2.25億円、西ドイツの3.5億円、フランスの1.8億円と比べると約3倍となっている。これは日本の特殊事情から来るもので、地質が軟弱地盤、平地面積に比べて山地が多い、人口密度が高く土地利用が高度化している事が費用の増加要因として挙げられる。
日本道路公団はこの巨額な資金調達に対して、名神に引き続いて国際復興開発銀行（世界銀行）の借款を強く要望した。これは公団が施行するほかの道路建設計画と合わせると、政府の予算、財政投融資計画による限度一杯の投資を行ってもなお資金不足に見舞われるためである。
1962年（昭和37年）12月に大蔵大臣の田中角栄が渡米し、世界銀行総裁と会談した結果、事業費7,500万ドルの借款（名神に続くことから第3次借款）に成功した。続いて、豊川 - 小牧間の第4次借款5,000万ドル、静岡 - 豊川間の第5次借款7,500万ドル、東京 - 静岡間の6次借款1億ドルと全部で4次に渡って借り入れ、合計3億ドル（1ドル=360円の固定相場制、1,080億円）を賄った。従って、東名の総建設費用の32パーセントを外貨に依存したことになる。名神の外貨依存率が約25パーセントであるから、東名においては建設費の財源としてより大きな割合を占めることになった。この借入金は、道路債権に比べて長期かつ低利（償還期間15 - 26年、利率5.5 - 6.625パーセント）であることから、建設費の金利負担の軽減に寄与した。なお、世界銀行以外の借入では、政府出資金（資本金）、道路債権、産業投資特別会計借入金がある。

#### 建設
東名は名神の経験の上に立って建設された。名神に対して施工延長は約2倍、事業費においては約3倍であるにもかかわらず名神より1年短い工期で完工したのは、機械施工における一層の効率化が図られた結果であるが、それ以外にも公団職員から請負業者に至るまで、元旦以外は休日を返上しての突貫工事を行い、特に造園業者は開通5日前から殆ど徹夜作業で仕事に臨んだことも工期短縮の一要因であった。
東名の建設では、携わった者は延べ2,170万人で、この数は土木建設のみならず、電気、通信、照明、植栽等の関連工事も含み、日本の主要な建設会社、メーカーのほとんどが工事に参加しているためである。このうち、犠牲者数は79人であった。

### 国幹道法への組替え
建設も始まってからほどなくして、議員立法として成立した東海道幹線自動車国道建設法が1966年（昭和41年）7月1日をもって廃止され、代替の国土開発幹線自動車道建設法（国幹道法）の予定路線に組入れられて、全国高速道路ネットワーク7,600 kmを構成する道路の一部となった。
組替えに際し、法定路線名が従来の「高速自動車国道東海道幹線自動車国道」から「高速自動車国道東海自動車道」に変更された。

### 開通後
東名は東京IC - 小牧IC間346.7 kmを4次の部分開通に分けて全線開通に至った。1次が1968年（昭和43年）4月で、東京IC - 厚木IC間(35 km)、富士IC - 静岡IC間(40.3 km)、岡崎IC - 小牧IC間(53.3 km)の3区間である。この内、東京 - 厚木間は都市間高速道路としては初めての6車線道路である。当該区間を優先的に開通させたのは、並行する国道1号の内でもっとも混雑の激しい地区だからである。開通後、静岡 - 富士間（約60 km）の国道1号の混雑は、直近で2時間を要したものが、東名開通後は目に見えて減少し、従来の1時間に逆戻りした。
続いて2次が1969年（昭和44年）2月の静岡IC - 岡崎IC間(131.6 km)、3次が同年3月の厚木IC - 大井松田IC間(22.9 km)、御殿場IC - 富士IC間(37.8 km)である。最後となった4次の大井松田IC - 御殿場IC間(25.8 km)では、足柄SAで記念式典が行われた。1969年（昭和44年）5月26日、式典会場には名神の建設以来、調査や技術指導に当たったワトキンス、ドルシュ、ソレデンガーの3名も出席し、式典後に担当者が3人を乗せて東名、名神の全線を走破した。
開通により、東京 - 名古屋間の移動が従来の国道1号で約9時間半を要したものが、開通後は5時間弱と概ね半減した。また、総工費3,425億円は、1968年（昭和43年）の第1次開通から数えて23年目（1990年）に償還する計画とされ、これは予定通り、1990年（平成2年）7月に完了した。
| 画像左 : 東京IC付近。奥が首都高速3号渋谷線への連絡路。画像右 : 世田谷区内の玉川通り。東名開通後も3号渋谷線は建設途上で、加えて道路直下の東急新玉川線（現・東急田園都市線）の建設工事とも絡んで東名開通後暫くは渋滞に悩まされ、都心から東京ICまで1時間近くを要した。  |  | 画像左 : 東京IC付近。奥が首都高速3号渋谷線への連絡路。画像右 : 世田谷区内の玉川通り。東名開通後も3号渋谷線は建設途上で、加えて道路直下の東急新玉川線（現・東急田園都市線）の建設工事とも絡んで東名開通後暫くは渋滞に悩まされ、都心から東京ICまで1時間近くを要した。 |
| 画像左 : 東京IC付近。奥が首都高速3号渋谷線への連絡路。 画像右 : 世田谷区内の玉川通り。東名開通後も3号渋谷線は建設途上で、加えて道路直下の東急新玉川線（現・東急田園都市線）の建設工事とも絡んで東名開通後暫くは渋滞に悩まされ、都心から東京ICまで1時間近くを要した。 |  | |

開通直後の東京ICは東名のみの起終点で、東京都心と東京ICの連絡は東京都道311号環状八号線（環八通り）を経て国道246号（玉川通り）で連絡した。このため、都市内交通と東名利用の交通が錯綜することで、玉川通りで大渋滞が発生し、都心と東京ICの連絡に一時間を要した。都心と東名をつなぐ交通は当初から首都高速3号渋谷線が考慮されたが、東名との同時供用はならなかった。この間、首都高速の利用台数は上昇を続け、やがて限界を超えて渋滞が常態化した。この対策として出入口の閉鎖も日常化していたところへ、いよいよ1971年（昭和46年）12月21日に三宅坂 - 用賀間の開通により東名と接続した。これまで首都高速単体で渋滞が発生していたところへ、東名からの交通がなだれ込むことでさらなる首都高速の逼迫を関係者は心配したが、その不安は的中した。
接続初日で東名からの交通が用賀本線料金所で大渋滞となり、他にも首都高速都心環状線と3号渋谷線の合流地点で2 km、都心環状線各所でも3 kmの渋滞に及んだ。これにより、三軒茶屋、渋谷の各ランプで閉鎖を行って丸く収めたが、それでもこの日は平日午後で、これが出勤時間帯や行楽期では到底さばききれないと関係者は危機感を募らせたという。なお、首都高速と都市間高速の連結はこれが最初の事例となり、以後、中央道、常磐道、東北道との連結に至ることで、都心の幹線街路の補助的な役割を期された首都高速が、その性格を変えて国土全体の高速道路網のなかでも重要な役割を担うことになった。この連結によって千葉県の成田手前と、兵庫県明石市が一般道路を経由せずに結ばれたことで、「神戸のドライバーもことしの初もうでは高速を飛ばして成田山へ」というキャッチコピーが連結に際して採用された。
首都高速連結の翌1972年（昭和47年）10月5日、今度は都市間高速道路同士の連結では初となるジャンクションの運用を開始した。中央自動車道の多治見IC - 小牧JCT間開通における小牧JCTの開設である。また、1974年（昭和49年）3月26日には浜松西ICが開通した。これは東名開通前から構想されたICであったがここに来て設置され、これが供用中高速道路における追加インターチェンジの第一号である。これ以後、1981年（昭和56年）4月25日に秦野中井IC、1988年（昭和63年）3月30日に裾野ICが完成するなど、追加ICの数が増加の一途を辿った。

### 混雑緩和対策

東京 - 三ヶ日間における渋滞発生日数と年平均事故率。渋滞状況、事故率を勘案して大井松田IC - 御殿場IC間の改築の必要性と緊急性が高いと判断された。

三大経済圏を結び、工業・商業の密集地帯を結ぶ東名・名神の輸送量は暫時増加したが、やがて東名の容量の限界を超え、特に大都市圏や線形が厳しくトンネル区間が多い山間部では渋滞が散見され始めた。これにより、高速道路の機能である高速性、定時性、安全性を図ることが困難となってきた。加えて休憩施設の混雑も著しく、平日夜間には大型車の駐車スペースが不足し、休日にはレジャー目的の小型車のスペースが不足するという事態に直面した。休憩施設については、園地や緑地を駐車マスに切り替える工事で急場をしのいだ。
大井松田IC - 御殿場IC間の改築
| 画像左 : 路線改良された大井松田IC - 御殿場IC間。左側の片側3車線道路が増設された上り線。右側は当初の往復4車線道路で、新上り線の開通を機に4車線全てが下り線となった。画像右 : 既存線との交差は2か所。画像はその内の吾妻山トンネルと都夫良野トンネル間に架かる新鍛冶屋敷橋。  |  | 画像左 : 路線改良された大井松田IC - 御殿場IC間。左側の片側3車線道路が増設された上り線。右側は当初の往復4車線道路で、新上り線の開通を機に4車線全てが下り線となった。画像右 : 既存線との交差は2か所。画像はその内の吾妻山トンネルと都夫良野トンネル間に架かる新鍛冶屋敷橋。 |
| 画像左 : 路線改良された大井松田IC - 御殿場IC間。左側の片側3車線道路が増設された上り線。右側は当初の往復4車線道路で、新上り線の開通を機に4車線全てが下り線となった。 画像右 : 既存線との交差は2か所。画像はその内の吾妻山トンネルと都夫良野トンネル間に架かる新鍛冶屋敷橋。 |  | |

大井松田IC - 御殿場IC間の改築図。拡幅にあたり、4車線の両側に1車線ずつ付け足す方式と、別線を構築する二つの改築方法を採用した。前者を全区間に適用できなかったのは、付け足す側の低地に一般道路、鉄道、住居地が高密度に展開して土地がなかったことと、トンネルと東名酒匂川橋に見る長大支間の橋梁の拡幅が極めて困難であることによる。（国土地理院地図・空中写真閲覧サービスの地形図を元に加工）

東名最初の渋滞緩和を目的とした大規模改良は、大井松田IC - 御殿場IC間である。これは渋滞が慢性化した本線について、渋滞箇所や事故多発地点など多角的に検討し、各インターチェンジ区間毎に改築の必要性と緊急性を精査した結果、本区間が選定されたもので、1982年（昭和57年）1月開催の第26回国土開発幹線自動車道建設審議会にて整備計画の策定に至った。改築では往復4車線を6車線化するが、工事の前提条件として東名を営業しながら施工する。この制約から、4車線の両側に1車線ずつ付け足す方法が全区間で採用できなかった。特に東名酒匂川橋等の高い橋脚の橋と、都夫良野トンネルと吾妻山トンネルを営業しながら拡幅することは困難であり、さらに土地の利用形態にも問題があった。東名と並行する平地に住居地区が広がり、しかも国道246号と国鉄御殿場線が位置して高密度に利用されていることから、この点でも道路両側への拡幅は困難であった。
考慮の結果、両側への拡幅と、3車線を別途建設する2形態を採用するに至った。しかしながら、大井松田IC - 御殿場IC間25.3 kmのうち、両側拡幅は御殿場IC寄りのわずか5.1 kmで、それ以外は後者の別線建設となった。別線は平地側への新設を避けることから、大井松田ICから吾妻山トンネル間は既存線の山側（北側）に設けてほぼ並行して建設、都夫良野トンネルから小山バスストップ付近までは逆に既存線の北側が平地となっていることから、反対の南側の山地に建設した。これにより別線は既存線を軸にねじれることから、既存線を横断する箇所が存在する。
別線の特徴としては、並列部以西では箱根外輪山端部を通り、この点で鮎沢川沿いの谷筋を通る既存線とは著しく様相が異なる。山間部を貫くことからトンネルが多用され、結果的にカーブが減少して安全性が向上した。ただし、並列区間では新設路線とはいえ並行する既存線の線形を用いざるを得ず、カーブも従来通りである。なお、別線を上り線として運用する理由は、並列区間の大井松田IC - 吾妻山トンネル間で既存線の北側に位置して、大井松田ICで上り線にそのまま接続するためである。別線は吾妻山トンネル付近で既存線の南側にまたぐが、小山町付近で両側拡幅区間の上り線に接続する必要から、東名足柄橋を構築して再度またいでいる。結果、交差部は2か所となった。一方の既存線は、上下4車線を下り一方向として運用することになった。既存線を下り方向に統一する理由は、当該区間が登り坂であるために、走行速度の低下を生じて渋滞の温床となるところへ、4車線運用によって交通の分散を図って走行速度の向上を期待できるためである。さらに、既存の登坂車線をそのまま使用することが可能で、これにより緩速交通を登坂車線に誘導することによって、交通分散の効果をより高めることができる。7車線化の運用は1991年（平成3年）12月24日からで、以後、渋滞がなくなり、ラジオ等の交通情報から「都夫良野トンネル」が消えた。
厚木IC - 大井松田IC間6車線化
東名の運用開始後、首都圏の交通量の伸長が著しく、渋滞が御殿場付近まで達するに及んだ。そこで、厚木IC - 大井松田IC間の拡幅を行い、1995年（平成7年）までに往復6車線化された。当該区間は、大井松田IC以西の区間と異なり、全区間上下線の両側に1車線ずつ付け足す方式を採用した。
横浜IC改良
横浜ICは特に渋滞が酷く、連絡する国道16号との合流に端を発した渋滞は、料金所の容量不足でさらに増幅し、それがランプウェイを遡って本線まで及ぶに至り、最終的に本線を通過する車両まで渋滞に巻き込まれた。開通前における当ICの予想された出入交通量46,000台（日換算）に対し、渋滞が深刻化した1988年（昭和63年）時点では67,000台であった。当ICはその交通量の多さからダブルトランペットで計画され、このため、国道16号との取り付けは立体交差であるが、ICの前後にある交差点（国道246号交差点、環状4号交差点）による信号待機の車列に東名からの流出交通が合流することで、ダブルトランペットの効果が消失していた。公団は料金所ブース増設と、ランプウェイの2車線化、付加車線設置により、それなりの効果をあげたが根本的解決には至らなかった。この時点で公団は追加ICの必要を認め、これはのちに横浜青葉IC設置へと至った。この結果、国道246号の立体交差完成とも相まって、横浜IC、東名川崎ICの出口渋滞件数は大きく減少した。本線流出入もスムーズとなって、本線の平均速度が3パーセント向上した。なお、横浜青葉ICの供用を前に、横浜市内に東名のインターチェンジが2か所になることを踏まえ、利用者への誘導を適切に図る必要から横浜ICは1997年（平成9年）4月1日をもって横浜町田ICに名称変更された。
静岡IC - 焼津IC間の改築
| 画像左 : 静岡IC - 日本坂トンネル間。トンネル区間以外でも部分的に3車線化した。画像右 : 静岡IC - 焼津IC間も線増に伴って従来道路を片方向化した。このため左右ルート選択となった。 |  | 画像左 : 静岡IC - 日本坂トンネル間。トンネル区間以外でも部分的に3車線化した。画像右 : 静岡IC - 焼津IC間も線増に伴って従来道路を片方向化した。このため左右ルート選択となった。 |
| 画像左 : 静岡IC - 日本坂トンネル間。トンネル区間以外でも部分的に3車線化した。画像右 : 静岡IC - 焼津IC間も線増に伴って従来道路を片方向化した。このため左右ルート選択となった。 |  | |

静岡県通過区間のうち、日本坂トンネル坑口を先頭とした交通集中による渋滞が、年間250回以上という高頻度で発生している状況を鑑みて路線増設を計画した。対象区間は、静岡IC - 焼津IC間(11.8 km)で、この内の日本坂トンネルを含む4.5 kmについて、既設の本線（往復4車線）の海側に新たに片側3車線の本線を新設し、既設道路は下り線を上り線に反転した上で、片側4車線の上り専用として運用することにした。また、上り線の場合、日本坂PAから静岡ICまでを3車線（トンネル部4車線）、下り線はトンネル手前から焼津ICまでを3車線化した。トンネル部の運用開始は1998年（平成10年）3月27日である。

### 代替ネットワーク構築

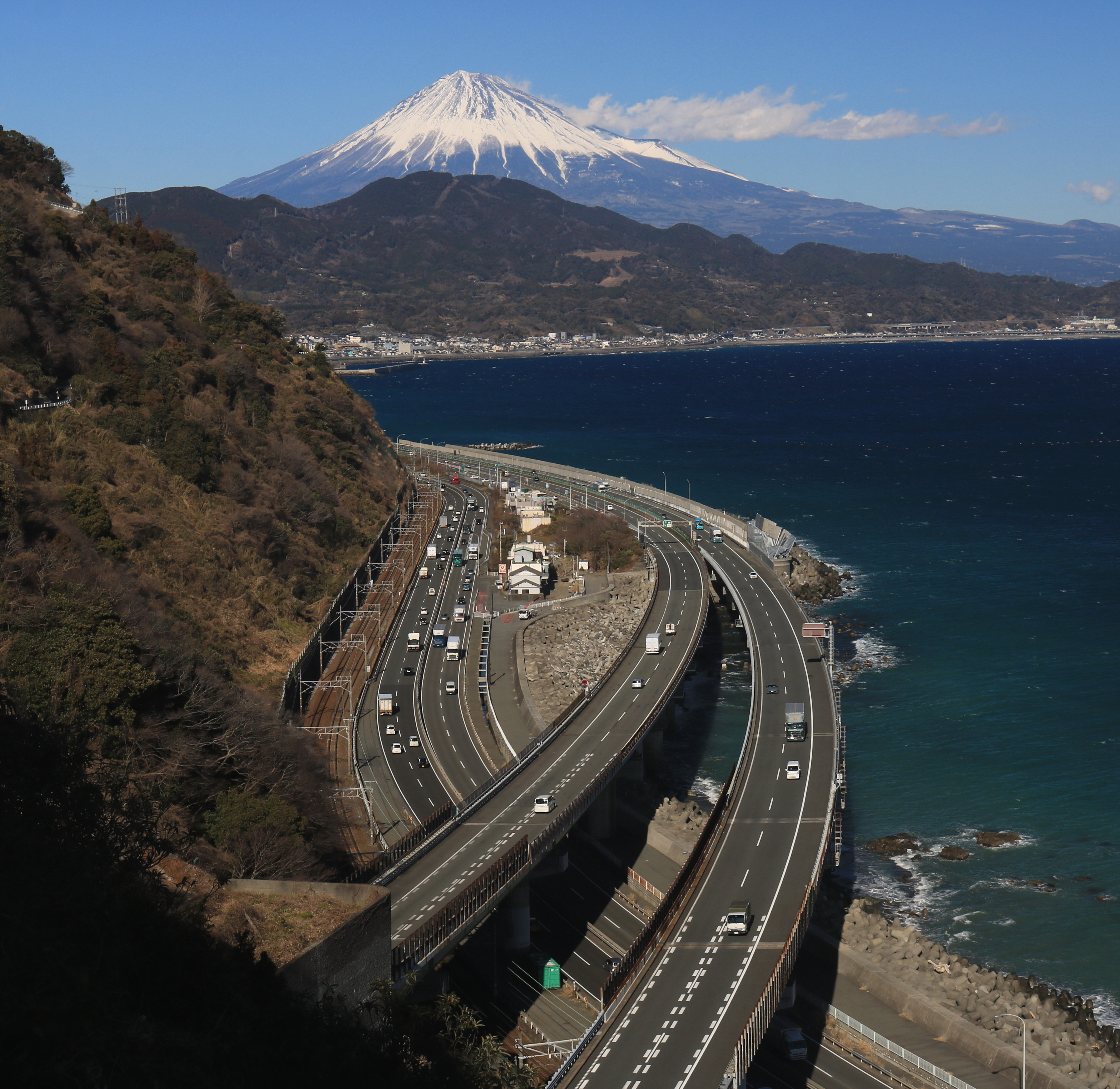
由比地区の海岸線は高潮により通行止めが頻発し、東海道の物流に大きな影響を及ぼす。

当初予想された計画交通量を上回る急激な需要増から混雑が目立ってきたことで、1971年（昭和46年）4月には、第二東名高速道路の計画が立ち上がり、建設省が調査を開始した。しかし、地形的な難易度が高いこともあって計画は停滞した。
1980年代後半になると、東名の1日の平均利用台数は約33万台、1日の平均断面交通量は7万台弱となった。これは、開通当初の平均断面交通量21,000台と比較して3倍強という増加量である。また、日本の全道路貨物輸送量（トンキロベース〈輸送重量×輸送距離〉）の約12パーセント、全道路輸送旅客量の2パーセントを受け持ち、全国高速道路の料金収入の22パーセントは東名からのもの、路線延長でいえば、全幹線道路（高速道路、一般国道、都道府県道）の総延長のわずか0.2パーセントに過ぎない道路が、これほどの物量を担うまでになった。
路線改良によって一部の混雑は緩和されたとはいえ、東名全体の交通量は増加の一途を辿った。東名は東海道の工業、流通、農業などに好影響を与えたが、それは高速道路を使った高速性と時間短縮効果を前提にしたもので、渋滞がやがて恒常化するに及び、定時性というメリットが失われることから輸送時間の不規則化による非効率、輸送コスト増大が深刻化してきた。加えて、1979年（昭和54年）7月に発生した日本坂トンネル火災事故や由比地区における高潮の影響で東名が通行止めとなった際は、経済活動に甚大な影響を与えた。特に日本坂トンネル火災事故による仮復旧までの約一週間、通行止になって生じた影響は、日本の物流が高速道路の存在を前提にしていることを如実に知らしめた。滞ったトラック輸送は並行する国道1号に流れたが、概ね40 kmにのぼる大渋滞となって物流は停滞した。流通の停滞により、スーパーに食料品が届かず、品薄になって値上がりするなど、市民生活に大きな影響が現れ、工業面でも、部品が届かないことで工場生産が止まるなど、経済に深刻な影響を及ぼした。見かねた警察庁が、静岡、神奈川、愛知の3県警察に渋滞解消を命じ、安全面で抵抗する公団の反対を押し切って、事故後一週間で仮復旧させるに至った。この日本坂の事故がいろいろな方面に影響を及ぼしたのは、それだけ日本経済に占める高速道路の比重が大きいからに他ならず、それは東名を軸に東海道の物流システムが構築されたものの、その軸が機能不全に陥った場合はシステムそのものがたちいかなくなることをこの事故は如実に示した。
東海道の物流を背負って立つ高速道路が東名、名神の1本だけでは、非常時の通行止めにより、動脈が切れて経済を大混乱に陥れる。よって、渋滞解消のための交通量の分散と、代替ネットワークの構築は、関係者の間では喫緊の課題として認識されたが、政府の反応は鈍く、ようやく第二東名建設の端緒についたのは1987年（昭和62年）6月の第四次全国総合開発計画（四全総）の閣議決定であった。同年9月に国土開発幹線自動車道建設法が改正され、第二東名は正式に計画に盛り込まれた。

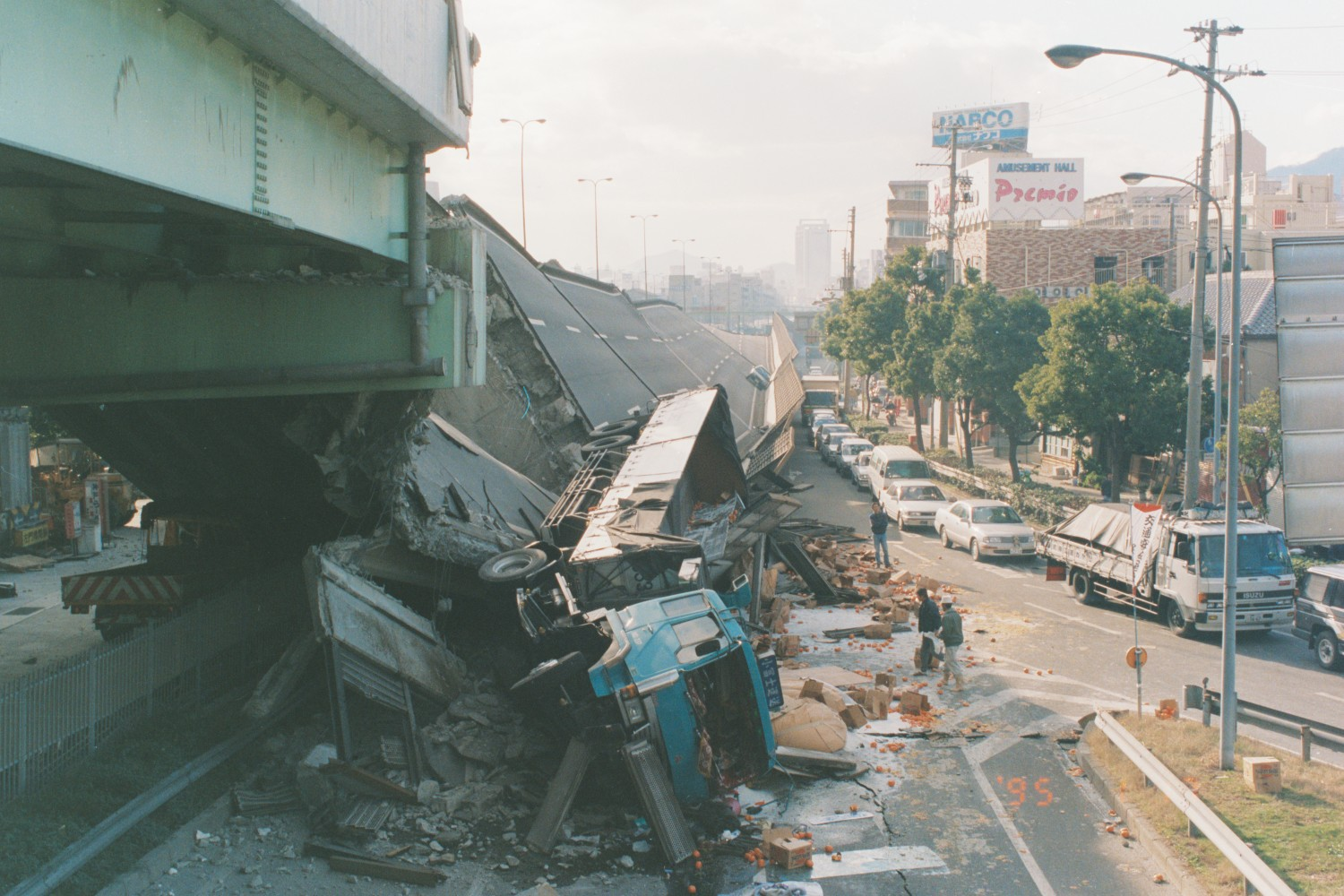
大震災により倒壊した阪神高速。大地震以後、リダンダンシー論が急浮上した。

第二東名に施行命令が下された直後の1995年（平成7年）、阪神・淡路大震災が発生し、阪神高速道路はじめ国道2号など幾多の交通が集中している箇所が大地震によって寸断され、物流が麻痺した。影響を受けた貨物総量は日換算117万トンで、その全てが兵庫のみで完結する訳ではない。それは九州で水揚げされたのち大阪、東京方面へ向かう水産物をはじめ、中京圏から中国、九州地方へ輸送される自動車、あるいは電子機器など、阪神地区を通過する貨物だけで1日22万トンに達し、影響はかなりの広範囲に及んだ。これにより企業は輸送手段を失い、部材供給が滞ったことで、工場生産に多大な影響を与えた。トラックは迂回ルートを求めて日本海側の限られたルートや、海上輸送に殺到し、特に大阪や九州のフェリーターミナルでは長距離フェリーを求めてトラックが集中し、乗りきらないトラックの積み残しが長期間続いた。この被害によって物流がライフラインそのものであることが改めて認識されるに及んで、各界からリダンダンシー論が急浮上した。これは「冗長性」「多重性」を意味し、危機管理に使われる言葉である。一本の道路に頼るよりも代替輸送ルートを整備し、非常事態に備えようとする動きがこの地震以降、強まることになった。東名においても予測される東海地震等に備える意味もあって、第二東名の整備が急がれることになった。
新東名（第二東名からの改称）が開通したのは2012年（平成24年）4月で、御殿場JCT - 三ヶ日JCT間約160 kmの区間で東名とのダブルネットワークとなったことで、同区間における東名の混雑は著しく減少した。この直前、新東名愛知県区間の開通までの暫定的な渋滞対策として、2011年（平成23年）10月から上り線の豊田JCT - 音羽蒲郡IC間、下り線の美合PA - 豊田JCT間の4車線区間で暫定6車線化が行われた。この区間は路肩の幅員が0.75 m、1車線当たりの幅員が3.25 mと狭くなるため、最高速度は60 km/hに設定されていた（車線数が増える直前は緩衝地帯として80 km/hに設定）。2016年（平成28年）2月の新東名開通後に当該区間の渋滞が大幅に減少し、同年秋の東名集中工事で4車線に戻された。

### 年表
| 1968 | (4月)東京IC - 厚木IC・富士IC - 静岡IC・岡崎IC - 小牧IC                                      |
| 1969 | (2月)静岡IC - 岡崎IC (3月)厚木IC - 大井松田IC・御殿場IC - 富士IC (5月)大井松田IC - 御殿場IC |

- 1951年（昭和26年） : 東京 - 神戸高速自動車道調査を再開[181]。
- 1956年（昭和31年）5月19日 : ワトキンス調査団来日[182]。
- 1957年（昭和32年）10月17日 : 東京 - 神戸間の内、競争のない小牧 - 西宮間（名神高速道路）の施行命令が下る[183]。
- 1958年（昭和33年）3月19日 : 松永安左エ門の私設シンクタンク「産業計画会議」が東京 - 神戸間 高速道路の建設を政府に勧告[46]。
- 1960年（昭和35年）
  - 7月15日 : 第34回国会参議院本会議で東海道幹線自動車国道建設法案が可決成立[184]。
  - 7月25日 : 東海道幹線自動車国道建設法施行[185]。
- 1962年（昭和37年）
  - 5月30日 : 東京IC - 静岡IC間の整備計画策定[186]。
  - 9月17日 : 豊川IC - 小牧IC間の整備計画策定[186]。
- 1963年（昭和38年）
  - 1月8日 : 測量のための杭打ち式を小牧市村中地内で開催[187]。
  - 9月27日 : 世界銀行との間で日本道路公団第3次借款の調印（東京 - 静岡間,1次と2次借款は名神高速道路建設プロジェクト）75,000千USD, 金利:5.5%, 期間:26年（据置期間:5.5年）[117]。
  - 10月25日 : 静岡IC - 豊川IC間、豊川IC - 小牧IC間の整備計画策定、および、改めて東京 - 小牧間に施行命令を下す[186]。
- 1964年（昭和39年）4月22日 : 世界銀行との間で日本道路公団第4次借款の調印（豊川 - 小牧間）50,000千USD, 金利:5.5%, 期間:25年（据置期間:5年）[117]。
- 1965年（昭和40年）
  - 4月22日 : 全線起工式開催[188]
  - 5月26日 : 世界銀行との間で日本道路公団第5次借款の調印（静岡 - 豊川間）75,000千USD, 金利:6.5%, 期間:25年（据置期間:4.5年）[117]。
  - 9月10日 : 静岡市内の工事について国際入札執行。アメリカのR･B･ポタシュニック社が落札[189]。
- 1966年（昭和41年）
  - 7月1日 : 国土開発幹線自動車道建設法施行。東海道幹線自動車国道建設法廃止[29]。
  - 7月29日 : 世界銀行との間で日本道路公団第6次借款の調印（東京 - 静岡間）100,000千USD, 金利:6.625%, 期間:15年（据置期間:3年）[117]。
  - 8月15日 : 政令改正により路線名が「高速自動車国道東海自動車道」に変更[124]。
- 1968年（昭和43年）4月25日 : 東京IC - 厚木IC間・富士IC - 静岡IC間・岡崎IC - 小牧IC間が開通し、小牧ICで名神と接続[190]。
- 1969年（昭和44年）
  - 2月1日 : 静岡IC - 岡崎IC間 開通[191]。
  - 3月31日 : 厚木IC - 大井松田IC間・御殿場IC - 富士IC間 開通[191]。暫定料金を廃止して長距離てい減制を取り入れた新料金体制に移行。100 kmを超えて利用する場合は25パーセントの割引率を導入[192]。
  - 5月26日 : 大井松田IC - 御殿場IC間 開通により、全線開通[191]。
- 1970年：下り線吉田IC - 菊川IC間の下り坂で、雨の日のスリップ事故が多発することが問題となる。対策としてすべり止めに効果のある特殊舗装を施工[193]。
- 1971年（昭和46年）12月21日 : 首都高速3号渋谷線渋谷出入口 - 用賀出入口間開通により、首都高速道路と接続[135]。
- 1972年（昭和47年）
  - 10月1日 : 高速道路料金にプール制を採用[194]。
  - 10月5日 : 小牧JCT開通により、中央道と接続[138]。
- 1974年（昭和49年）3月26日 : 浜松西IC開通[140]。
- 1977年（昭和52年）: 足柄SA上り線に高速国道初の仮眠休憩所であるレストイン足柄がオープン[195]。
- 1979年（昭和54年）7月11日 : 日本坂トンネル火災事故発生[196]。
- 1981年（昭和56年）4月25日 : 秦野中井IC開通[141]。
- 1986年（昭和61年）
  - 5月28日 : 伊勢原BS付近の上下線に救急車用出口開設[197]。
  - 11月21日 : 音羽蒲郡IC開通[197]。
- 1988年（昭和63年）3月30日 : 裾野IC開通[198]。
- 1990年（平成2年）7月15日 : 世界銀行借款を返済終了[132][199]。
- 1991年（平成3年）
  - 3月28日 : 御殿場IC - 大井松田IC間の新上り線（東名足柄橋を含む）開通[152]。これに伴い御殿場IC - 大井松田IC間の旧上り線は同日午前10時30分を以て閉鎖、下り線右ルートへの改築工事開始。
  - 8月9日 : 午後1時から8月19日午前6時までのお盆期間限定で、御殿場IC - 大井松田IC間の下り線右ルートを暫定供用[200]。
  - 8月24日 : 足柄SA下り線の施設拡張工事が完成[201]。
  - 12月24日 : 大井松田IC - 御殿場IC間の改築工事 完了（上り線2車線・下り線2車線を、上り線3車線〈新設〉・下り線2+2車線〈改築〉化）[152]。
- 1993年（平成5年）
  - 3月22日 : 東名三好IC開通[202]。
  - 3月25日 : 相良牧之原IC開通[202]。
  - 12月3日 : 名古屋ICで東名阪自動車道（現・名古屋第二環状自動車道）と接続[203]。
  - 12月21日 : 掛川IC開通[204]。
- 1994年（平成6年）12月15日 : 厚木IC - 伊勢原市、秦野中井IC - 大井松田IC間の6車線化完了[154]。
- 1995年（平成7年）4月28日 : 伊勢原市 - 秦野中井IC間の6車線化完了[205]。
- 1997年（平成9年）4月1日 : 横浜ICが「横浜町田IC」に名称変更[157]。
- 1998年（平成10年）
  - 3月2日 : 横浜青葉IC開通[206]。
  - 3月27日 : 日本坂トンネル 新下り線（3車線）供用開始[206]。
- 1999年（平成11年）4月4日 : 磐田IC開通[207]。
- 2001年（平成13年）10月19日 : 小牧ICで名古屋高速11号小牧線と接続[208]。
- 2003年（平成15年）
  - 3月15日 : 豊田JCT開通により伊勢湾岸道（豊田東IC方面）と接続[209]。
  - 11月 : 名神・中国道などとともにアジアハイウェイ1号線に編入。
- 2004年（平成16年）
  - 11月27日 : 日進JCT開通により、名古屋瀬戸道路と接続。
  - 12月12日 : 豊田JCTが完成し、伊勢湾岸道（四日市方面）と接続。
  - 12月22日 : 御殿場IC - 駒門PA間の6車線化完了。
- 2007年（平成19年）
  - 4月1日 : 富士川PAスマートIC・遠州豊田PAスマートIC供用開始。
  - 5月31日 : 豊橋TB（豊橋北BS - 豊川IC間） 廃止。
- 2009年（平成21年）
  - 6月30日 : 守山PAスマートICの連結を許可[210]。
  - 7月27日 : 沼津ICで伊豆縦貫道と接続。
  - 8月11日 : 駿河湾地震が発生し、牧之原SA付近の上り線の一部が崩落。同年8月16日に仮復旧。
- 2010年（平成22年）2月27日 : 海老名JCT開通により、圏央道と接続。
- 2011年（平成23年）
  - 1月23日 : 相良牧之原ICで金谷御前崎連絡道と接続。
  - 3月1日 : 大井川焼津藤枝スマートICの連結を許可[211]。
  - 10月21日 : 上り線の豊田JCT - 音羽蒲郡IC間・下り線の美合PA - 豊田JCT間を暫定6車線化。
- 2012年（平成24年）4月14日 : 新東名高速道路の御殿場JCT - 浜松いなさJCT間、清水連絡路の清水JCT - 新清水JCT間、引佐連絡路の三ヶ日JCT - 浜松いなさJCT間がそれぞれ開通。御殿場JCTで新東名と、清水JCTで清水連絡路と、三ヶ日JCTで引佐連絡路とそれぞれ接続。
- 2014年（平成26年）6月25日 : 上り線の海老名JCT - 海老名SA間の付加車線が延伸[212]。
- 2016年（平成28年）
  - 2月13日 : 新東名高速道路の浜松いなさJCT - 豊田東JCT間が開通。
  - 3月12日 : 大井川焼津藤枝スマートIC供用開始。
  - 3月19日 : 愛鷹スマートIC供用開始[213]。
  - 10月8日 : 上り線の豊田JCT - 音羽蒲郡IC間・下り線の美合PA - 豊田JCT間を再び4車線化。
- 2017年（平成29年）3月18日 : 三方原スマートIC供用開始[214]。同時に三方原（みかたがはら）PAが「三方原（みかたはら）PA」に名称変更。
- 2018年（平成30年）3月24日 : 守山スマートIC供用開始[215]。
- 2019年（平成31年 / 令和元年）
  - 3月9日 : 足柄スマートIC供用開始[216]。
  - 3月17日 : 伊勢原JCT・舘山寺スマートIC供用開始[217][218]。
  - 9月14日 : 日本平久能山スマートIC供用開始[219]。
- 2020年（令和2年）
  - 3月22日 : 横浜青葉JCTで首都高速神奈川7号横浜北西線と接続[220]。
  - 3月28日 : 駒門スマートIC供用開始[221]。
- 2021年（令和3年）
  - 3月27日 : 豊田上郷スマートIC供用開始[222]、同時に上郷SAが「豊田上郷SA」に名称変更[222]。
  - 3月31日 : 綾瀬スマートIC供用開始[223]。
  - 5月1日 : 豊田JCT - 小牧IC間の高速料金が大都市近郊区間の料金水準に変更される[224][225]。

## 開通効果
東名開通前から、東名が及ぼす効果はある程度予測されていた。東海道メガロポリスに占める人口と工業・商業生産高、自動車保有台数を分析すれば、おのずとそこを貫く幹線高速道路の効果が解るからである。
東海道メガロポリスに占める地域は、東京、千葉、埼玉、神奈川、静岡、愛知、岐阜、三重、滋賀、京都、大阪、兵庫、奈良、和歌山であり、これらの1都2府11県の全国に占める面積はわずか2割に満たない。しかし、1967年（昭和42年）時点で、総人口が日本全体の約半分を占め、地方の過疎化を尻目に全国労働力の9割を飲み込む。さらに、工業出荷額と商店販売額では約7割、全国銀行の貸出残高で8割、自動車保有台数で5割以上、貨物の年間輸送量では、自動車で5割、鉄道では3割を占めるなど、日本経済の中枢であり、将来の日本経済発展の指導的立場を担う地域でもある。そうした東海道メガロポリスの発展を伸長する意味で、東名には多くの期待が寄せられた。
開通前から既に、東名が発揮する効果を見越して、沿道には工場の新設が立て続けに行われたが、これは従来、集中化の一途をたどってきた工業地帯が分散化の傾向を示すものであった。つまり、既成工業地区が過密になって、もはや拡張の余地がなく、公害等の問題も絡んで、大スペースを必要とする工場は地価の安い、未開発の内陸部に展開する方向性を示すことになった。また、敗戦後の日本における復興は、まず三大臨海工業地帯（京浜、阪神、中京）が先導し、その産業形態は、鉄鋼、石油精製、造船、肥料等の重化学工業であって、臨海部に縛られる業態であった。続く昭和40年代に入ると、産業も高度化して機械組立産業と、それに関連した金属加工業が台頭し、これは内陸部に立地展開可能な業態である。臨海から内陸へと国土の全面に渡って展開するこうした工業立地の変化を勢いづけたのが、東名・名神によって工業立地適正が高まった東海道メガロポリスであった。
農業でも大変革が予想された。東名の高速輸送によって農地と東京、名古屋、大阪という大消費地の台所を直接結びつけることで、新しい傾向が期待された。実際、大消費地に供給する農作物の商業的農業への転換が開通後には目立って増えることになった。また、農産物は鮮度が命であり、軟弱野菜や高級果実、切花や花卉、家畜の生体輸送等の鮮度低下率の大きいものほど、時間短縮効果と安定走行が約束できる東名の利用効果は高い。これは高速道路の利用による時間節約の利益であり、鮮度を要求する品物では、早く届けられるほど市場で高い値が付いて目立った利益が期待できるほか、これまでは遠くて手が届かなかった有利な市場にまで売り込むことさえ可能となる。しかし、特に大きな変革が予想されたのは物流であった。東名、名神直結による時間短縮効果によってトラックのワンマン運転が可能となり、大都市の中間地点にはトラックヤードが整備されたほか、幹線輸送と結びつけるために、都市近郊の厚木、小牧などには流通センターの整備が計画された。こうした効果の具体例を以下に列挙する。
東名は開通当初から主にトラックの交通を受け持ち、企業立地に大きな変化をもたらすことになった。それまでは臨海部主体の工業立地であったが、沿線内陸部へと移る契機を与えた。それは、京浜工業地帯から厚木・相模原へ、駿河湾工業地帯から沼津・富士へ、中京工業地帯から小牧への立地展開である。これらの工業団地は東京など大都市への便を意識しており、東名の開通が与えた変化の一つである。特に神奈川県の場合、工業は元来、横浜港を中心とした臨海工業地帯における重化学工業であった。ここは沿岸部に東海道本線、国道1号が走り、それに沿って細いベルト状に工業が密集していたが、もはや飽和状態であった。しかし、国道246号と小田急小田原線に沿う内陸部は未開発地帯で、そこに東名がもう一本の太いベルトを作り上げた。そこには、相模原、厚木、海老名、座間があって、東名が着工された頃からこの地域には工場の新設が相次いだ。そのうちの一つである厚木市の場合、元来は国道1号から遠いことで工業化が立ち後れて農業主体であったが、東名の整備によって一変した。インターチェンジ付近には工業団地が整備され、企業の立地が急速に進行した結果、製造業の出荷額は開通以来12年間に7倍以上の伸びを示し、就業人口も全国平均を上回る大幅な伸びを示した。他にも、御殿場、沼津IC付近には330万平方メートルの敷地面積でトヨタ自動車が、焼津、浜松IC周辺には河合楽器はじめ住友ベークライト、日清紡、日本ビニロン等が進出した。名神との接続部である小牧ICにおいては特に著しく、従来、毛織物工場3社があるに過ぎなかったが、東名開通前で既に工場数270社まで増加し、敷地面積33,000平方メートルの大規模工場も23社を数えた。東名全体で見ると、全線開通直前の工場進出数は1,067社という膨大な数字であり、これによっても高速道路がいかに工業立地に重要な役割を果たしているかをうかがい知ることができる。

大型トラックの都心部乗り入れは制度的にも物理的にも困難である。このため高速道路を利用する場合は大型トラックを使用するが、地域内の集配段階では小回りの利く中型・小型トラックを使ったほうが効率が良い。よって、高速道路を使った長距離輸送の大型車と市内集配の中・小型車を接続し、荷物を積み替えたり仕分けを行うためのトラックターミナルが必要である。東名、名神の開通によりインターチェンジ付近にはこうしたトラックターミナルが整備された。

東名の名神直結によって、いよいよ高速道路の流通に対する影響が顕著となってきた。東海道は東名開通前からトラックによる長距離輸送を大々的に行ってきた。東名開通前の国道1号は、東京 - 大阪間の走行に約16時間を要し、ゆえに二人体制の運行であった。しかし、高速輸送を約束する東名の開通によって、それは7時間に短縮された。さらに、国道1号では15トンまで積めるトレーラーの使用しか認められていなかったが、東名では20トンが可能で、それを見越してトラック業界は次々と大型トレーラーの導入に踏み切り、併せて東名の主要インターチェンジ付近の土地を買い漁ってトラックターミナルを建設した。トラック輸送は東名利用による高速化、トラックの大型化による大量の貨物の運搬によって、従来の国道1号ではなし得なかった、大量大型の方向へと突き進んだ。トラック輸送が大量大型の方向へ向かわざるを得ないのは、運転手の賃金の上昇と絶対的人数の不足から来る輸送原価上昇を抑制するためである。
この条件下で今後要求されるのは、人間の節約である。そのために東名・名神の高速輸送による時間の節約により、二人体制を一人体制に移行させ、大型トレーラーによる大量輸送は、高い積載効率によって普通トラック数台分の貨物を一台に集約できることにより運転手の削減に寄与する。また、高速運転によりトラックの回転率の向上につながり、輸送キロ当たりの固定費の減少をもたらす。つまり、トラックが早く走ることによって、貨物1回あたりの輸送時間が減れば、浮いた分の時間を使ってさらに別の輸送を行うことができる（回転率の向上）。これによって、一回当たりの運行に発生する人件費、施設費、税金、保険料、一般管理費などの固定費が節減できる。こうした大量・高速の大型トラックによる輸送は東名・名神が受け持ち、都市内と高速道路インターチェンジ付近までの輸送は普通トラックが受け持つという、トラックターミナルを中継点とした輸送の機能分化も現れてきた。

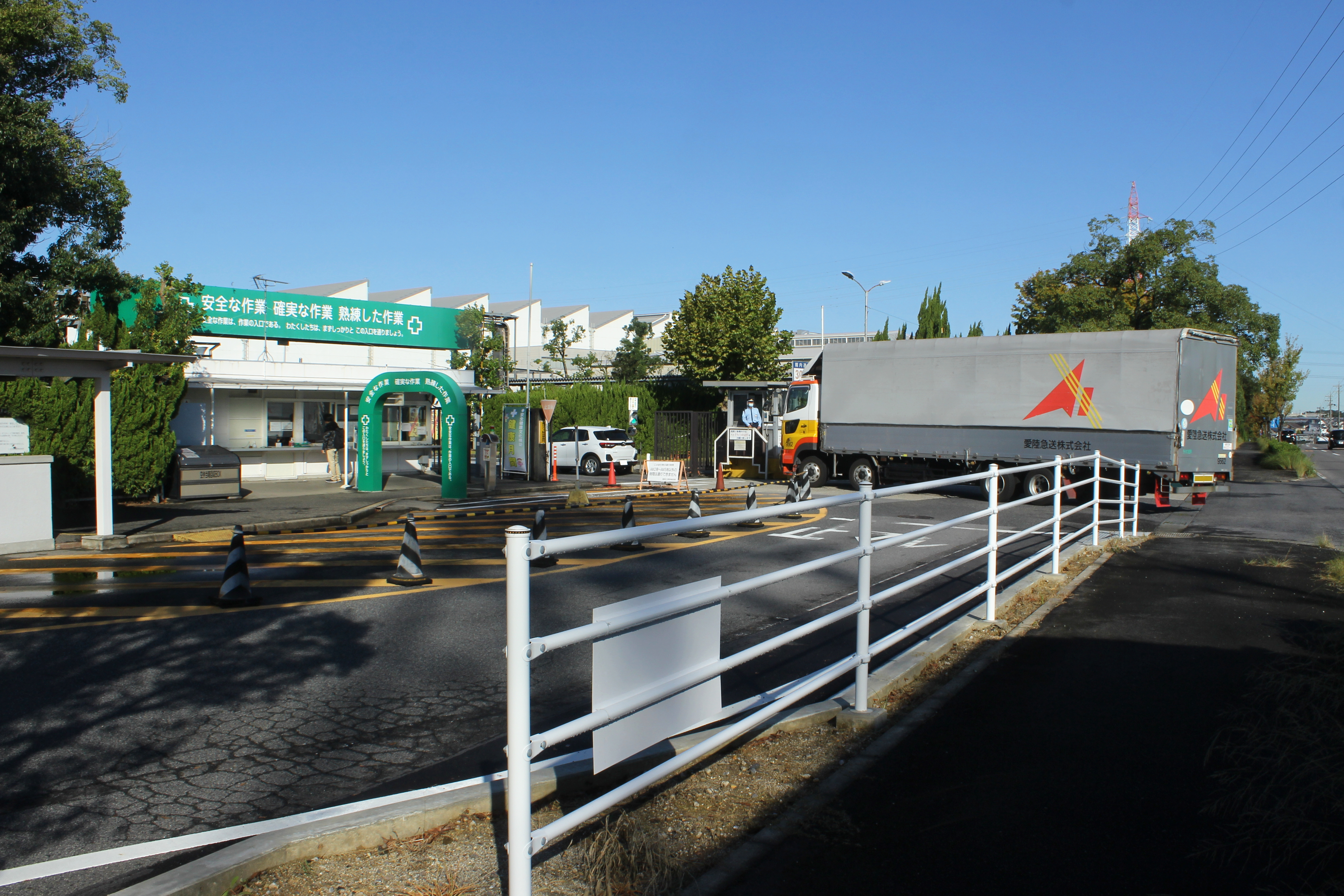
トヨタ自動車高岡工場。余分な在庫を持たないジャストイン方式で自動車生産を行う。

今ひとつの高速化のメリットは、企業側の在庫の減少と、それに伴う金利負担の軽減をもたらすことである。輸送が迅速かつタイムリーに行われるならば、在庫を沢山抱えておく必要はなく、電話一本で持ってこさせることができる。高速道路は迅速化と絡めて在庫削減を可能にしたが、それを有効活用したのがトヨタ自動車である。豊田市等の三河地域に完成車工場を構えるトヨタ自動車は、東名、名神開通によるトラック輸送革命を利用し、ジャストイン配送を実現した。これにより、三河にある完成車工場からおよそ遠く離れた工場からでも部品の調達が可能となって広域的分業を成し遂げると共に、部品の流れは完成車組立ての流れと同期することで余分な在庫を持たないことから、全行程のトータルコストの切り下げをも実現した。
農業で見ると、大消費地たる都市と農村との時間的距離が大幅に短縮されたことで、土地生産性の高い商業的農業への転換が進んだ。このうち、愛知県の東三河地域は1960年台までは交通や水利で恵まれず、主として甘薯や麦を半農半漁で営む地域であったが、豊川用水の完成と東名の開通とも相まって作柄の転換が進んだ。これは、東京、大阪などへの大消費地へのアクセスが確保され、これが市場拡大につながったことで、花卉に見る商業的農業を展開することが可能となったことによる。さらに、東名利用で東京と4時間で結ばれることにより、前日21時までの注文が入れば、翌朝までに商品を届けることが出来るなど、きめ細かい出荷調整が可能となった。例えば渥美半島産の電照菊は、輸送のほぼ全てを豊川ICから東名を通して東京市場へ運ばれ、冠婚葬祭に利用されている。特に東名利用による時間短縮効果によって、収穫、選別、荷造りの行程に余裕が出ることで出荷量の拡大につながり、併せて新たな市場開拓をする余裕さえ生まれた。
| 東京中央卸売市場築地市場（2018年閉鎖）と築地市場で競りにかけられる冷凍マグロ。西日本などから首都圏へ輸送される食料は東名で運ばれる。 |  | 東京中央卸売市場築地市場（2018年閉鎖）と築地市場で競りにかけられる冷凍マグロ。西日本などから首都圏へ輸送される食料は東名で運ばれる。 |
| 東京中央卸売市場築地市場（2018年閉鎖）と築地市場で競りにかけられる冷凍マグロ。西日本などから首都圏へ輸送される食料は東名で運ばれる。 |  | |

東名の開通によって、大都市へ運ばれる地方からの生鮮食品の数が増した。首都圏人口に対して食料を供給する東京中央卸売市場は、そこへ輸送される貨物のほぼ全てが自動車で運ばれ、ことに高速道路の果たす役割は大きい。高速道路を乗り継いで西日本各地から運ばれる貨物は、最終的に東名利用で東京に至り、ゆえに東名が首都圏の食料を運ぶ大動脈となっている。
静岡県袋井市や菊川町の畜産飼育農家の場合、東名開通後に子豚の飼育頭数を増やして生産規模の拡大を図った。東名の利用によって袋井の家畜市場への輸送が楽になったほか、市場から子豚が東名を使って京浜、大阪方面へ運ばれており、東名の効果で取引が活発化して価格の安定化がもたらされた。なお、市場からの子豚の輸送は100パーセント東名を利用している。
| 画像左 : 清水港。東名開通と併せてマグロ流通の広範化に寄与し、工業製品の輸出を浜松から引き受けるなど地元経済に対する重要性が増した。画像右 : 浜松IC付近に所在する内陸コンテナ基地（インランド・デポ）。 |  | 画像左 : 清水港。東名開通と併せてマグロ流通の広範化に寄与し、工業製品の輸出を浜松から引き受けるなど地元経済に対する重要性が増した。画像右 : 浜松IC付近に所在する内陸コンテナ基地（インランド・デポ）。 |
| 画像左 : 清水港。東名開通と併せてマグロ流通の広範化に寄与し、工業製品の輸出を浜松から引き受けるなど地元経済に対する重要性が増した。画像右 : 浜松IC付近に所在する内陸コンテナ基地（インランド・デポ）。 |  | |

清水港は東名開通後に大きく発展した。マグロ流通は元来、築地岸壁にマグロ船をつけ、市場動向をにらみながら適当な量を水揚げする方法が採用されていた。理由はマグロ船のみマイナス65 ℃まで冷却可能で、倉庫や輸送トラックの冷却能力はマイナス30 ℃程度が限界のため、長期保存が不可能であったからである。しかし冷凍能力向上と東名開通により冷凍マグロの出荷体制を新たに構築したことから清水港は冷凍マグロの重要拠点となった。そのシェアは6割以上で、日本一となっている。これ以外にも清水港は、東名開通によって工業製品の輸出額が7倍の伸びを示した。それは清水港から遠く離れた浜松における内陸コンテナ基地（インランド・デポ）の影響である。
浜松市は工業出荷額が静岡県内最大であるにもかかわらず、浜松近郊には輸出港がないため、その対策として東名開通にあわせて輸出貨物のコンテナ詰めと輸出手続きを行う内陸コンテナ基地を整備した。コンテナは東名を介して清水港まで輸送される。なお、清水港に近接する焼津港の場合、東名開通前は水揚げしたカツオの出荷先は全て静岡県内であった。しかし、東名開通後は県内向けは減少し、2005年（平成17年）時点では、大都市向けが57パーセントを占めるまでになった。
こうした効果もあって、東名の開通前後から東海道メガロポリスの形成は急速に進行した。1973年（昭和48年）の東海道メガロポリスの製造付加価値額は、日本の生産量の56パーセントを占め、日本の生産の半分以上を受け持つまでになった。しかし、高度経済成長も頂点を極めた昭和40年代後半に至り、この巨大な経済圏を東海道メガロポリスだけに詰め込むことは不可能となったことで、東北自動車道や関越自動車道などの整備により、東海道に集中していた工業は、やがて東北をはじめ全国に分散していくことになった。この全国展開の先駆けとしての東海道メガロポリスの発展に、東名、名神は重要な役割を果たした。
その後の東海道メガロポリスは、全国への産業分散を尻目にさらなる人口、立地事業所数の伸びを示した。神奈川、静岡、愛知の3県における東名のインターチェンジから30分圏内の人口増加率は著しく、東名開通以来、3県内に71か所の事業所が造られているが、その内の三分の一が1986年（昭和61年）以降に造られている。

## 路線状況

### ルート分岐
下り線の大井松田インターチェンジ (IC) から足柄バスストップ (BS) 付近の間と、上り線の日本坂トンネル (TN) 入口付近と日本坂TN出口付近の間が左右2つのルートにわかれる。ほぼ並行して走っており、距離は左右ルートでさほど変わらない。
大井松田IC - 足柄BSは下り線がほぼ並行した左ルート2車線＋右ルート2車線の計4車線、上り線は1ルート3車線となっている。下り線の鮎沢パーキングエリア (PA) は左ルートからしか入れない。右ルートは分岐手前で最右車線（第3車線）から1車線により分岐する形態となっている。また、大井松田ICから下り線に入る場合は右ルートには入れない。
なお、左右ルート分岐直前で「大貨等」の特定の種類の車両の通行区分が解除されているが分岐までの距離が短いため、大型貨物自動車等（重トレーラーを除く）は右ルートには入りにくい。また、重トレーラーは車両通行帯#牽引自動車の高速道路等の通行区分などにより原則第一通行帯通行のため、左ルートの全車線が渋滞で最低速度 (50 km/h) 以下、または通行止め等のような場合を除いては右ルートに入ることができない。
日本坂TN東側坑口付近 - 西側坑口付近は下り線が新築トンネルを利用した1ルート3車線、上り線が従来のトンネルを改築した左ルート2車線+右ルート2車線の計4車線となっている。
この区間の改築完成時には上り日本坂PAは左右ルート分岐付近にあり、PAからの合流車両は強制的に左ルートに入る構造になっていた。現在は日本坂PAが焼津側に移転新築したためにPAを利用してもどちらのルートにも入れるようになっている。また、トンネル東側合流部は左ルートを手前で1車線に車線絞り込みした上で右ルートに合流させる制御をしていたが、現在は手前での車線絞り込み制御を廃止し、右ルートと合流した先で左1車線を減少させる制御方法に改善された。
リバース運用
路線の維持工事による車線規制が渋滞を引き起こす状況を踏まえ、相応の対策を講じた工事を行うことで渋滞を低減する取り組みが行われているが、大井松田IC - 御殿場IC間では上述の変則的車線運用を活用したリバース運用を実施している。つまり、下り2本、上り1本の構成を活用し、上り線を工事閉鎖のうえ、下り2本の内の1本を上り線に反転して運用する手法である。当初は上り線3車線のうちの2車線を規制する方式を採用したが、結果的に最大22 kmに及ぶ渋滞が発生したことからリバース運用を採用するに至った。これによる欠点としては、本来広幅員であるべき左側路肩が0.75 mしか確保できず、逆に右側が3 mであることから、走行速度抑制と路肩走行防止の対策を採っている。また、バス停留所がないことから、工事期間中はバスに先導車を付けて工事中の上り線を通行する対策を採った。この運用により、渋滞の発生は確認されないなど一定の効果をあげた。なお、この場合、上り線では鮎沢PAを使用できない。

### 車線・最高速度
| 区間                                                | 車線   | 車線   | 車線   | 最高速度         | 最高速度              | 最高速度          | 設計速度 | 備考   |
| 区間                                                | 上下線 | 上り線 | 下り線 | 大特 三輪・牽引  | 大型貨物 特定中型貨物 | 左記を除く車両    | 設計速度 | 備考   |
| --------------------------------------------------- | ------ | ------ | ------ | ---------------- | --------------------- | ----------------- | -------- | ------ |
| 東京IC - 横浜町田IC                                 | 6      | 3      | 3      | 80 km/h （法定） | 90 km/h （法定）      | 100 km/h （法定） | 100 km/h |        |
| 横浜町田IC - 大和TN                                 | 6      | 3      | 3      | 80 km/h （法定） | 90 km/h （法定）      | 100 km/h （法定） | 120 km/h |        |
| 大和TN                                              | 8      | 4      | 4      | 80 km/h （法定） | 90 km/h （法定）      | 100 km/h （法定） | 120 km/h |        |
| 大和TN - 綾瀬BS                                     | 6      | 3      | 3      | 80 km/h （法定） | 90 km/h （法定）      | 100 km/h （法定） | 120 km/h |        |
| 綾瀬BS - 海老名JCT                                  | 7      | 4      | 3      | 80 km/h （法定） | 90 km/h （法定）      | 100 km/h （法定） | 120 km/h |        |
| 海老名JCT - 秦野中井IC                              | 6      | 3      | 3      | 80 km/h （法定） | 90 km/h （法定）      | 100 km/h （法定） | 120 km/h |        |
| 秦野中井IC - 大井松田IC                             | 6      | 3      | 3      | 80 km/h （指定） | 80 km/h （指定）      | 80 km/h （指定）  | 80 km/h  |        |
| 大井松田IC - 足柄SA                                 | 7      | 3      | 2+2    | 80 km/h （指定） | 80 km/h （指定）      | 80 km/h （指定）  | 80 km/h  | ※1     |
| 足柄SA - 御殿場IC                                   | 6      | 3      | 3      | 80 km/h （指定） | 80 km/h （指定）      | 80 km/h （指定）  | 80 km/h  |        |
| 御殿場IC - 御殿場JCT                                | 6      | 3      | 3      | 80 km/h （法定） | 90 km/h （法定）      | 100 km/h （法定） | 100 km/h |        |
| 御殿場JCT - 裾野IC                                  | 5      | 3      | 2      | 80 km/h （法定） | 90 km/h （法定）      | 100 km/h （法定） | 100 km/h | ※2     |
| 裾野IC - 蒲原TN                                     | 4      | 2      | 2      | 80 km/h （法定） | 90 km/h （法定）      | 100 km/h （法定） | 100 km/h |        |
| 蒲原TN内                                            | 4      | 2      | 2      | 80 km/h （指定） | 80 km/h （指定）      | 80 km/h （指定）  | 100 km/h |        |
| 蒲原TN - 薩埵TN                                     | 4      | 2      | 2      | 80 km/h （法定） | 90 km/h （法定）      | 100 km/h （法定） | 100 km/h |        |
| 薩埵TN内                                            | 4      | 2      | 2      | 80 km/h （指定） | 80 km/h （指定）      | 80 km/h （指定）  | 100 km/h |        |
| 薩埵TN - 東名興津BS                                 | 4      | 2      | 2      | 80 km/h （法定） | 90 km/h （法定）      | 100 km/h （法定） | 100 km/h |        |
| 東名興津BS - 袖師TN内                               | 4      | 2      | 2      | 80 km/h （指定） | 80 km/h （指定）      | 80 km/h （指定）  | 100 km/h |        |
| 袖師TN - 清水JCT                                    | 4      | 2      | 2      | 80 km/h （法定） | 90 km/h （法定）      | 100 km/h （法定） | 100 km/h |        |
| 清水JCT - 清水IC                                    | 6      | 3      | 3      | 80 km/h （法定） | 90 km/h （法定）      | 100 km/h （法定） | 100 km/h |        |
| 清水IC - 静岡IC                                     | 4      | 2      | 2      | 80 km/h （法定） | 90 km/h （法定）      | 100 km/h （法定） | 100 km/h |        |
| 静岡IC - 日本坂TN                                   | 5      | 3      | 2      | 80 km/h （法定） | 90 km/h （法定）      | 100 km/h （法定） | 100 km/h |        |
| 日本坂TN内                                          | 7      | 2+2    | 3      | 80 km/h （指定） | 80 km/h （指定）      | 80 km/h （指定）  | 100 km/h |        |
| 日本坂TN - 日本坂PA                                 | 6      | 3      | 3      | 80 km/h （法定） | 90 km/h （法定）      | 100 km/h （法定） | 100 km/h |        |
| 日本坂PA - 焼津IC                                   | 5      | 2      | 3      | 80 km/h （法定） | 90 km/h （法定）      | 100 km/h （法定） | 100 km/h |        |
| 焼津IC - 勝間田高架橋付近                           | 4      | 2      | 2      | 80 km/h （法定） | 90 km/h （法定）      | 100 km/h （法定） | 100 km/h |        |
| 勝間田高架橋付近→牧之原SA 勝間田高架橋付近←牧之原SA | 4      | 2      | 2      | 80 km/h （法定） | 90 km/h （法定）      | 100 km/h （法定） | 100 km/h | 下り線 |
| 勝間田高架橋付近→牧之原SA 勝間田高架橋付近←牧之原SA | 4      | 2      | 2      | 80 km/h （指定） | 80 km/h （指定）      | 80 km/h （指定）  | 80 km/h  | 上り線 |
| 牧之原SA - 相良牧之原IC                             | 4      | 2      | 2      | 80 km/h （法定） | 90 km/h （法定）      | 100 km/h （法定） | 100 km/h |        |
| 相良牧之原IC→菊川IC 相良牧之原IC←菊川IC             | 4      | 2      | 2      | 80 km/h （指定） | 80 km/h （指定）      | 80 km/h （指定）  | 80 km/h  | 下り線 |
| 相良牧之原IC→菊川IC 相良牧之原IC←菊川IC             | 4      | 2      | 2      | 80 km/h （法定） | 90 km/h （法定）      | 100 km/h （法定） | 100 km/h | 上り線 |
| 菊川IC - 三ヶ日TN                                   | 4      | 2      | 2      | 80 km/h （法定） | 90 km/h （法定）      | 100 km/h （法定） | 100 km/h |        |
| 三ヶ日TN内                                          | 4      | 2      | 2      | 80 km/h （指定） | 80 km/h （指定）      | 80 km/h （指定）  | 100 km/h |        |
| 三ヶ日TN - 宇利TN                                   | 4      | 2      | 2      | 80 km/h （法定） | 90 km/h （法定）      | 100 km/h （法定） | 100 km/h |        |
| 宇利TN内 - 新城PA                                   | 4      | 2      | 2      | 80 km/h （指定） | 80 km/h （指定）      | 80 km/h （指定）  | 100 km/h |        |
| 新城PA - 岡崎IC                                     | 4      | 2      | 2      | 80 km/h （法定） | 90 km/h （法定）      | 100 km/h （法定） | 100 km/h | ※3     |
| 岡崎IC - 日進JCT                                    | 4      | 2      | 2      | 80 km/h （法定） | 90 km/h （法定）      | 100 km/h （法定） | 120 km/h |        |
| 日進JCT - 名古屋IC                                  | 6      | 3      | 3      | 80 km/h （法定） | 90 km/h （法定）      | 100 km/h （法定） | 120 km/h |        |
| 名古屋IC - 春日井lC                                 | 4      | 2      | 2      | 80 km/h （法定） | 90 km/h （法定）      | 100 km/h （法定） | 120 km/h |        |
| 春日井IC - 小牧JCT                                  | 6      | 3      | 3      | 80 km/h （法定） | 90 km/h （法定）      | 100 km/h （法定） | 120 km/h |        |
| 小牧JCT - 小牧IC                                    | 4      | 2      | 2      | 80 km/h （法定） | 90 km/h （法定）      | 100 km/h （法定） | 120 km/h |        |

- ※1：下り線の車線数は足柄BS - 足柄SA間にある登坂車線を含む。
- ※2：上り線の車線数は登坂車線を含む。
- ※3：下り線の音羽蒲郡IC手前から約4 kmほどの登坂車線あり。

中央自動車道と比べると平地部のルート中心で全体的に直線が多く、概ねの区間が100 km/h制限だが、一部の区間は80 km/hに規制されている。特に大井松田IC - 御殿場IC間は山間部のルートで急勾配や急カーブが連続している。また、大和トンネルを除く全てのトンネルで80 km/hに規制されている。
他の高速道路と同様、雨天・降雪・濃霧・台風などの荒天時、事故や工事などの場合は50 - 80 km/hの速度規制が行われる。
上記区間以外にも登坂車線、付加車線が設置されている区間がある。特に名古屋市近郊の丘陵地を通る比較的起伏の多い区間（豊田IC - 守山PA）ではかなり距離のある付加車線が設置されている。

#### 道路幅員と線形

故障車が駐車するための路肩は走行車線側が3.25 m、中央分離帯側が1.8 mとなっている。

道路幅員は3.25 m（路肩〈側帯含む〉）+3.6 m（車線）×2（または3）+0.75 m（中央側帯）+3.0 m（中央分離帯）+0.75 m（中央側帯）+3.6 m（車線）×2（または3）+3.25 m（路肩〈側帯含む〉）=25.4 m（または32.6 m）である。これは標準幅員で、橋梁、切土、盛土、トンネル等の相違によって変化する。特に工費が高いトンネルと東京近郊では路肩が狭くされ、トンネルの場合は0.75 mである。このため、トンネルでは故障車の発生に備えて非常電話を200 m間隔で設けた。
名神では路肩が土工部2.75 m、橋梁部1.75 mであるが、東名は先の例外区間を除いて土工、橋梁の区別なく全線3.25 mとなった。これは名神の路肩に大型車を停車させて車道を走る車の位置を測定したところ、明らかに中央部分に退避して走行していることが判明したことから路肩の拡大に至ったものである。一方、中央分離帯側にも路肩を設けた。縁石を低くすることで、側帯と合わせて中央分離帯の一部を路肩に加えており、1.8 mを確保している。この場合、故障車の一部が車道側にはみ出すが、残りの車線幅の中で速度を落としながらの走行が可能である。
車線幅員3.6 mは名神から引き続いて採用したが、これは設計上の数値であって、実際の運用は走行車線3.5 m、追越車線3.7 mである。この数値は名神の事故調査の結果により算定し、追い越しを少しでも楽にする狙いから採用された。ただし、東京 - 厚木間の6車線区間は全て3.6 mである。また、後年新設された大井松田 - 御殿場間の上り線（3車線）は3.5 m+3.75 m+3.5 mである。

電子計算機を使用した透視図の例。縦断図と平面図を組み合わせて立体図として見た場合、上空からの目線を下げるに従って二次元では判らなかった欠点が浮き彫りになる。路面高さ10 mまで降下した場合、視点Bのように凸型の頂部（クレスト）のかげに隠れる部分が増えることで路面が寸断されて見える。視点Cのドライバー目線では、直前のクレストから先の路面が全く見えないことから、その先の運転予測が立てづらくドライバーを不安に陥れる。

名神高速道路では、設計に際し日本道路公団がドイツから道路計画の技術専門家であるフランツ・クサーヴァー・ドルシュ、アメリカからは土質、舗装の専門家としてポール・ソレデンガーを雇って、この両名の指導の下で高速道路の計画設計がなされており、これに引き続く東名高速建設においても両名が顧問を務めた。
東名は名神の設計を基本としながらも、幾つかの改良を加えている。名神では線形が栗東以西と以東で異なっており、早期に開通した西部が直線主体、それより遅く開通した東部が曲線主体であるが、これはドルシュの影響である。東名では、直線をほとんど用いず、曲線主体である。その比率は東名の総延長346.7 kmのうちの330.7 kmに達し、95.5パーセントとなっている。名神の約57パーセントと比較しても、東名の曲線の多さが際立っている。曲線への移行の背景として、ドライバーに緊張を持続させる意図がある。直線道路は単調であり、ドライバーの疲労感を高めて距離の目測を誤らせ、ひいては眠気さえ催すことが経験的に実証されていることから、適度な刺激としてのカーブや勾配が必要となる。また、曲線主体とすることは、線形設計の自由度が高められ、用地取得においても建設費用にとっても望ましいものとなる。
曲線は平面線形と縦断（坂の上り下り）線形に用いられたが、2つはそれぞれ独立したものではなく、立体的に組み合わさったものである。設計段階で2つを組み合わせ、運転席から見たのと同様の三次元の立体像として捉えたのが透視図で、ドルシュは名神建設に際してこの透視図の効用を説いたが、道路の設計に利用され始めたのは東名と中央道からである。東名では透視図の作成に電子計算機を使用し、東名全域にわたって100 - 200 m毎に透視図を作成のうえ、問題箇所について再検討する手法を採った。平面線形、あるいは縦断線形だけを見た場合、円、クロソイド曲線、直線を入れて完璧な線形に見えても、ドライバー目線の立体的な視点から前方の道路を見たとき、道路が途切れて見えたり、先の道路形状が不明で運転予測が立てづらく、ドライバーの心理を不安に陥れることがある。2次元ではわからない欠点を3次元の透視図で洗い出し、それによって2次元の図に修正を加えて完成度を上げた。
路線の95パーセント以上に曲線が取り入れられたことは、路線を構成する橋梁にも曲線橋が多用されたことを意味する。平面曲線を描く過程で橋があるなら、橋にも曲線が取り入れられ、勾配の過程にあれば橋にも高低差を取り入れた。その中でも規模の大きい曲線橋としては、東名酒匂川橋、浜名湖橋、富士川橋がある。中でも浜名湖橋は横断勾配6パーセントから、S曲線を描いてマイナス4パーセントに移行することで、橋全体がねじれた構造となっている。富士川橋の場合は、クロソイド曲線が入るうえに、勾配も入り、高低差でいえば、名古屋側25 m、東京側11 mと橋の前後で14 mの差がある。東名酒匂川橋の場合、2箇所の曲線半径と、それを挟み込む4箇所のクロソイド曲線で構成され、このうちの一箇所は曲線半径400 mという急カーブが採用された。

### 道路施設

#### インターチェンジ
| 当初からダブルトランペット型を採用した横浜町田IC（画像左端）とシングルトランペットとして発足してのちにダブル化した浜松IC（1975年と2015年の画像の比較）。（国土地理院地図・空中写真閲覧サービスの航空写真を元に加工） |  | 当初からダブルトランペット型を採用した横浜町田IC（画像左端）とシングルトランペットとして発足してのちにダブル化した浜松IC（1975年と2015年の画像の比較）。（国土地理院地図・空中写真閲覧サービスの航空写真を元に加工） |
| 当初からダブルトランペット型を採用した横浜町田IC（画像左端）とシングルトランペットとして発足してのちにダブル化した浜松IC（1975年と2015年の画像の比較）。（国土地理院地図・空中写真閲覧サービスの航空写真を元に加工） |  | |

インターチェンジは当初21箇所で発足した。設計の基本としたことは、有料道路という建前から、管理業務の容易さを考慮して、料金所を1箇所に集約できるトランペット型を多用したことである。あらかじめ割り出した出入り交通量を踏まえ、インターチェンジ、接続する一般道路、両者の合計のそれぞれの基準量を設定し、設計時点、あるいは将来その基準量に達すると見込まれる場合は、一般道路との接続も立体交差としたダブルトランペット（横浜町田、厚木、大井松田、豊川、岡崎、名古屋、春日井の7か所）、また15年以内に達すると見込まれる場合はダブルトランペットの用地を確保したシングルトランペットとした（富士、清水、浜松の3か所）。例外的に、東京インターチェンジは料金所が本線料金所であることからダイヤモンド型が採用されている。
トランペット型は曲線半径35 m（最小値）の急カーブを描くことから、設計速度は40 km/h（特別な場合は35 km/h）である。こうした急曲線のトランペット型が採用できるのは、接続先が低速走行の一般道路だからである。これに対して、高速道路同士を直接接続するジャンクションでは高速で円滑に連絡できるように比較的緩いカーブが計画された。インターチェンジが急カーブを採用せざるを得ないのは、高速走行を重視するあまり、カーブを緩めすぎるとその分用地を広くとらなければならず、用地買収面で不利になるからである。

#### サービスエリア・パーキングエリア
| 画像左 : 茶畑に囲まれた牧之原SA。画像右 : 由比パーキングエリア。本来PAを設ける地形条件にはなかったが、優れた景観を提供できることから設置された。 |  | 画像左 : 茶畑に囲まれた牧之原SA。画像右 : 由比パーキングエリア。本来PAを設ける地形条件にはなかったが、優れた景観を提供できることから設置された。 |
| 画像左 : 茶畑に囲まれた牧之原SA。画像右 : 由比パーキングエリア。本来PAを設ける地形条件にはなかったが、優れた景観を提供できることから設置された。 |  | |

概ね50 km間隔でサービスエリアを設けた。50 km間隔としたのは、諸外国の実例、運転による疲労度の限界、車両性能、給油の需要関係等を考慮した結果である。
東京起点で見ると、第1番目のサービスエリア(SA)を30 km地点においた。これは、大都市を出発して最初に必要とされるSAはほぼ30 km地点であろうという考えによっている。35 km地点に位置する厚木ICの東京寄りに置くことが利用効率も高いと判断され、海老名SAはここに置かれた。次いで海老名から50 km離れた場所として御殿場付近が選定され、観光的な出入りが多いことを考慮して御殿場ICの東京寄りに設置された。ここは南に箱根山塊を、西に富士山を望む格好の好適地である。これが足柄SAである。御殿場から50 km離れた地点は富士川町（現・富士市）から由比の区間で、海岸に近いか、トンネルに近いところは場所がよくないため、富士川に面して富士山が望める富士川町を選定した。これが富士川SAである。東京起点とは別に名古屋起点のSAが考慮され、東に向かって最初のSAを概ね20 km地点を選定したが、これが上郷SA（現・豊田上郷SA）である。付近には景観的に優れたところはないものの、地形的に設置が容易であることが選定の理由である。上郷から概ね50 km離れた地点としては、風光明媚な土地柄ということもあって文句なく浜名湖畔に決定され、本線の地形はSAを考慮して決定した。ここが浜名湖SAである。東京と名古屋の双方から決定されてきたSAだが、富士川SAと浜名湖SAの間隔が120 km開くことから、その中間地点に1か所SAを置いたが、これが牧之原SAである。当初は2か所を計画したが、風光明媚なところがないことから1か所に集約し、大茶園に囲まれて高原地帯に位置する牧之原が選ばれた。
SA同士の間には概ね15 km間隔でパーキングエリア(PA)を置いた。PAは景観は考慮せず、工事の容易なところを選定したが、それでも優れた景観が望める場合はそれを考慮した。そのもっともたる例が由比PAで、多少無理をしてでも造成し、細長い駐車場を設けた。
- 東名は全区間を通して交通量が多いために、由比PA・赤塚PA下り線・豊橋PAを除く、すべてのサービスエリア (SA)・パーキングエリア (PA) に売店がある。
- レストランは富士川SA・牧之原SA・豊田上郷SA下り線以外のSAと新城PA下り線に設置されている。
- ガソリンスタンドは全てのSAに設置されており、全て24時間営業。なお、給油所があるPAはない。
- すべてのSAに電気自動車用の急速充電器設備が設置されている（利用には事前登録が必要）。

#### バスストップ
| 本線に接する直接式バスストップ（焼津西BS） |  | ICトールゲートに隣接するバスストップ（豊田BS） |
| 本線に接する直接式バスストップ（焼津西BS） |  | ICトールゲートに隣接するバスストップ（豊田BS） |

東名では名神から引き続いて高速路線バスを運行している。運行にあたり、バスが途中のインターチェンジをいちいち出ていたのでは高速連絡の利点を生かせないため、本線上あるいはIC、SA、PAに併設する乗降場が用意された。乗降場の長さは3台のバスが同時に発着できるように45 mを標準の長さとした。IC併設の場合はトールゲート付近に置かれ、一般道路走行バスとすぐに乗り継げるようにした。

#### 主なトンネルと橋
| 交通路が構造系の上方に位置するのが上路橋、下方に位置するのが下路橋である。東名の橋梁は上路橋を採用したことから、車の走行中に橋そのものが視界に入ることはない。画像右は上路橋の東名酒匂川橋。 |  | 交通路が構造系の上方に位置するのが上路橋、下方に位置するのが下路橋である。東名の橋梁は上路橋を採用したことから、車の走行中に橋そのものが視界に入ることはない。画像右は上路橋の東名酒匂川橋。 |
| 交通路が構造系の上方に位置するのが上路橋、下方に位置するのが下路橋である。東名の橋梁は上路橋を採用したことから、車の走行中に橋そのものが視界に入ることはない。画像右は上路橋の東名酒匂川橋。 |  | |

路線に占める橋梁の割合は約15パーセント(52.5 km)で、自動車走行上あまりよくない下路橋（通路が構造物の下にある橋）は採用せず、全て上路橋を採用した。このため、カーブに溶け込ませていることとも相まって、運転者目線では橋を通過していることが意識しづらくなっている。
- 東名多摩川橋（東京IC - 東京TB）

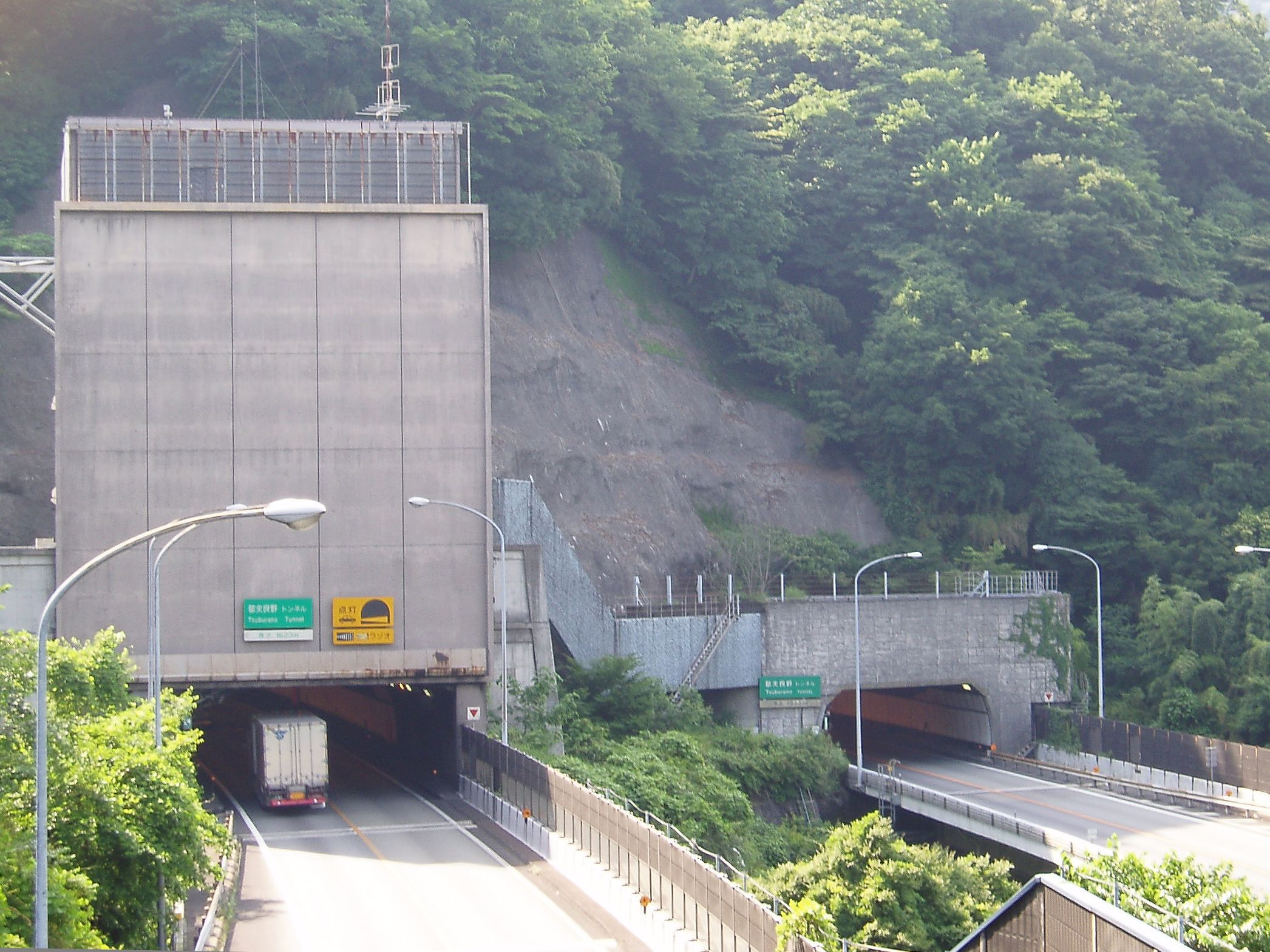
都夫良野トンネル下り線入口

- 大和トンネル （横浜町田IC - 綾瀬SIC） : 280 m
- 相模川橋（海老名JCT - 厚木IC）
- 川音川橋（大井松田IC - 鮎沢PA）
- 東名皆瀬川橋（大井松田IC - 鮎沢PA）
- 吾妻山トンネル（大井松田IC - 鮎沢PA） : 上り線298 m 下り線右ルート347 m 左ルート360 m
- 都夫良野トンネル（大井松田IC - 鮎沢PA） : 上り線1,715 m 下り線右ルート1,656 m 左ルート1,689 m
- 東名酒匂川橋 （大井松田IC - 鮎沢PA）
- 鳥手山トンネル（鮎沢PA - 大井松田IC 東京方面のみ）: 842 m
- 太郎ヶ尾トンネル（鮎沢PA - 大井松田IC 東京方面のみ）: 708 m
- 北畑トンネル（鮎沢PA - 大井松田IC 東京方面のみ）: 328 m
- 桜平トンネル（足柄SA - 鮎沢PA 東京方面のみ）: 482 m
- 高尾トンネル（足柄SA - 鮎沢PA 東京方面のみ）: 569 m
- 所領トンネル（足柄SA - 鮎沢PA 東京方面のみ）: 125 m
- 白旗トンネル（足柄SA - 鮎沢PA 東京方面のみ）: 215 m
- 東名足柄橋（鮎沢PA - 足柄SA 東京方面） : 370 m（1991年度土木学会田中賞受賞）
- 富士川橋（富士IC - 富士川SA） : 780 m
- 蒲原トンネル（富士川SA - 由比PA） : 上り線704 m 下り線714 m
- 薩埵トンネル（由比PA - 清水IC）: 上り線463 m 下り線425 m
- 興津トンネル（由比PA - 清水IC） : 上り線505 m 下り線521 m
- 清見寺トンネル（由比PA - 清水IC） : 上り線780 m 下り線785 m
- 袖師トンネル（由比PA - 清水IC） : 上り線355 m 下り線366 m
- 安倍川橋（静岡IC - 日本坂PA）
- 日本坂トンネル（静岡IC - 日本坂PA） : 上り線右ルート2,371 m 左ルート2,378 m 下り線2,555 m
- 大井川橋（大井川焼津藤枝SIC - 吉田IC）: 850 m
- 天竜川橋（遠州豊田PA - 浜松IC）: 1,071 m
- 浜名湖橋（舘山寺SIC - 浜名湖SA） : 603 m
- 三ヶ日トンネル（三ヶ日IC - 三ヶ日JCT） : 上り線461 m 下り線366 m
- 宇利トンネル（三ヶ日JCT - 新城PA） : 上り線958 m 下り線913 m
- 矢作川橋（岡崎IC - 豊田JCT）

##### トンネルの数
| 区間名               | 上り線 | 下り線 |
| -------------------- | ------ | ------ |
| 東京IC - 横浜町田IC  | 0      | 0      |
| 横浜町田IC - 綾瀬SIC | 1      | 1      |
| 綾瀬SIC - 大井松田IC | 0      | 0      |
| 大井松田IC - 鮎沢PA  | 5      | 2      |
| 鮎沢PA - 足柄SA      | 4      | 0      |
| 足柄SA - 富士川SA    | 0      | 0      |
| 富士川SA - 由比PA    | 1      | 1      |
| 由比PA - 清水JCT     | 4      | 4      |
| 清水JCT - 静岡IC     | 0      | 0      |
| 静岡IC - 日本坂PA    | 1      | 1      |
| 日本坂PA - 三ヶ日IC  | 0      | 0      |
| 三ヶ日IC - 三ヶ日JCT | 1      | 1      |
| 三ヶ日JCT - 新城PA   | 1      | 1      |
| 新城PA - 小牧IC      | 0      | 0      |
| 合計                 | 18     | 11     |

開通時には静岡IC - 焼津IC間に小坂トンネル（長さ270 m）が存在したが、同区間の改築工事に伴い日本坂トンネルに結合された。日本坂トンネル静岡側坑口からわずか60 mしか離れておらず、連続性を持たせた方が安全性を確保出来ると判断されたため、この部分にシェードが造られ1本のトンネルとなった。
大井松田IC - 御殿場IC間は上下線でかなり離れた所を通過するため、上下線のトンネル数も大幅に異なる。新規開設された上り線の方が7本も多くなっている。

### 料金
東名は高速自動車国道の体系に組み込まれていることから、その料金体系で料金が決定される。以下、開通当初の料金政策と現行制度について述べる。

#### 開通当初
東名は名神同様、建設資金の関係から通行料金の徴収を行い、完成後20年を目処に建設資金を償還しうるものとされた。通行料金の設定は名神を参考としたが、名神の考え方を東名にそのまま当てはめることは適正でないことから、学識経験者の意見を元に検討した。その結果、長距離逓減制、画一料率制、車種区分などの議論がなされた。
この内の画一料率制とは、同じ高速自動車国道である名神、東名、中央道の料率を統一する制度である。採用理由はそれぞれ異なる路線であっても、各路線のサービスはほぼ同質であり、経営主体が同一であることによっている。この画一料率制を基礎として、対距離制で料金徴収することとした。この画一料率制は、のちに採用される全国プール制の先駆けとなる制度となった。なお、制定当時の料率は普通車の場合、1 kmで9.5円、東京 - 横浜間は2割増（後述）の11.4円であった。
また、長距離利用を促進するために該当利用者の負担を軽減する「長距離逓減制」を導入することにした。データ上、走行距離100 kmを超えると交通量が激減するため、100 km以上の交通を対象として1 kmあたり25パーセントの割引率を導入することになった。また、通行料金について大蔵省（現・財務省）が横やりを入れ、大都市では建設費が著しく高く（東名の1 kmあたり建設費9.9億円対して大都市近郊は15億円を要した）、東名利用者の利便性が高いことから、東京 - 厚木間については他区間よりも割高に設定することを要求した。これに対して建設省は、1 kmあたり建設費が15億円以上であることを基準として、東京 - 横浜間のみに適用することを主張して両者は鋭く対立した。大蔵省は他にも、富士 - 焼津間についても要求したが、最終的に東京 - 横浜間のみ割高として、1 kmあたり20パーセント増しとした。これらは1969年（昭和44年）3月17日認可、同月31日より施行された。なお、施行以前は名神とほぼ同様の暫定料金で運用することとした。
画一料率制はその後の全国プール制の採用によって廃止された。

#### 現行制度
普通車の利用距離当たりの料金は消費税抜きで24.6円/kmである。
ただし、東京IC - 厚木ICは大都市近郊区間、豊田JCT - 小牧IC間は普通区間における大都市近郊区間と同じ料金水準の区間となるため、利用距離当たりの料金が普通区間の1.2倍にあたる29.52円/kmとなる。
100 kmを超えて利用する場合は、100 kmから200 kmまでの利用分が25 %割引、200 km超えの利用分が30 %割引される。
また、休日割引、平日朝夕割引は大都市近郊区間である東京IC - 厚木ICのみ対象外となる。

### 道路管理者
- NEXCO中日本 東京支社
  - 横浜保全・サービスセンター : 東京IC - 厚木IC
  - 伊勢原保全・サービスセンター：厚木IC - 大井松田IC
  - 御殿場保全・サービスセンター : 大井松田IC - 沼津IC
  - 富士保全・サービスセンター : 沼津IC - 清水IC
  - 静岡保全・サービスセンター : 清水IC - 浜松IC
  - 浜松保全・サービスセンター : 浜松IC - 豊川IC ※豊川IC含まず
- NEXCO中日本名古屋支社
  - 豊田保全・サービスセンター : 豊川IC - 豊田IC ※豊川IC含む
  - 名古屋保全・サービスセンター : 豊田IC - 春日井IC
  - 羽島保全・サービスセンター : 春日井IC - 小牧IC

### 所轄警察
- 神奈川県警察高速道路交通警察隊[309]
  - 厚木分駐所：東京IC - 静岡・神奈川県境

- 静岡県警察高速道路交通警察隊[310]
  - 沼津分駐隊：静岡・神奈川県境 - 蒲原BS付近(131.1キロポスト)
  - 静岡分駐隊：蒲原BS付近(131.1キロポスト) - 牧之原SA付近(197.0キロポスト)
  - 浜松分駐隊：牧之原SA付近(197.0キロポスト) - 愛知・静岡県境
- 愛知県警察高速道路交通警察隊[311]
  - 岡崎分駐隊： 愛知・静岡県境 - 東名三好IC
  - 名古屋東分駐隊： 東名三好IC - 愛知・岐阜県境(東名は小牧ICまで)

### 交通量
24時間交通量（台） 道路交通センサス
| 区間                        | 平成11（1999）年度 | 平成17年（2005年）度 | 平成22年（2010年）度 | 平成27年（2015年）度                              | 令和3（2021）年度                                                         |
| --------------------------- | ------------------ | -------------------- | -------------------- | ------------------------------------------------- | ------------------------------------------------------------------------- |
| 調査当時の新東名            | 開通前             | 開通前               | 開通前               | 御殿場 - 三ヶ日間開通後 浜松いなさ - 豊田東開通前 | 海老名南 - 伊勢原大山、新御殿場 -豊田東開通後 伊勢原大山 - 新御殿場開通前 |
| 東京IC - 東名川崎IC         | 121,780            | 112,746              | 114,690              | 107,563                                           | 93,294                                                                    |
| 東名川崎IC - 横浜青葉IC/JCT | 119,703            | 110,523              | 114,053              | 107,469                                           | 96,839                                                                    |
| 横浜青葉IC/JCT - 横浜町田IC | 117,060            | 106,762              | 113,763              | 109,326                                           | 122,036                                                                   |
| 横浜町田IC - 綾瀬SIC        | 125,934            | 120,679              | 130,425              | 138,067                                           | 140,425                                                                   |
| 綾瀬SIC - 海老名JCT         | 125,934            | 120,679              | 130,425              | 138,067                                           | 140,425                                                                   |
| 海老名JCT - 厚木IC          | 125,934            | 120,679              | 128,920              | 145,623                                           | 137,337                                                                   |
| 厚木IC - 伊勢原JCT          | 88,754             | 84,398               | 90,752               | 100,628                                           | 92,872                                                                    |
| 伊勢原JCT - 秦野中井IC      | 88,754             | 84,398               | 90,752               | 100,628                                           | 92,872                                                                    |
| 秦野中井IC - 大井松田IC     | 78,172             | 77,587               | 83,327               | 93,008                                            | 90,660                                                                    |
| 大井松田IC - 足柄SASIC      | 73,210             | 68,473               | 74,541               | 85,753                                            | 80,383                                                                    |
| 足柄SASIC - 御殿場IC        | 73,210             | 68,473               | 74,541               | 85,753                                            | 80,383                                                                    |
| 御殿場IC - 御殿場JCT        | 66,503             | 61,580               | 65,328               | 82,153                                            | 75,113                                                                    |
| 御殿場JCT - 駒門PASIC       | 66,503             | 61,580               | 65,328               | 40,276                                            | 26,513                                                                    |
| 駒門PASIC - 裾野IC          | 66,503             | 61,580               | 65,328               | 40,276                                            | 26,513                                                                    |
| 裾野IC - 沼津IC             | 66,462             | 62,645               | 66,029               | 41,008                                            | 27,717                                                                    |
| 沼津IC - 愛鷹PASIC          | 58,494             | 66,837               | 71,460               | 45,636                                            | 31,693                                                                    |
| 愛鷹PASIC - 富士IC          | 58,494             | 66,837               | 71,460               | 45,636                                            | 31,693                                                                    |
| 富士IC - 富士川SASIC        | 67,245             | 64,855               | 69,033               | 42,237                                            | 28,418                                                                    |
| 富士川SASIC - 清水JCT       | 67,245             | 64,855               | 69,226               | 42,482                                            | 28,648                                                                    |
| 清水JCT - 清水IC            | 67,245             | 64,855               | 69,226               | 47,131                                            | 36,261                                                                    |
| 清水IC - 日本平久能山SIC    | 70,452             | 69,756               | 70,134               | 44,970                                            | 32,951                                                                    |
| 日本平久能山SIC - 静岡IC    | 70,452             | 69,756               | 70,134               | 44,970                                            | 32,951                                                                    |
| 静岡IC - 焼津IC             | 81,626             | 78,763               | 79,155               | 52,121                                            | 38,171                                                                    |
| 焼津IC - 大井川焼津藤枝SIC  | 74,463             | 73,330               | 75,136               | 49,658                                            | 37,696                                                                    |
| 大井川焼津藤枝SIC - 吉田IC  | 74,463             | 73,330               | 75,136               | 49,658                                            | 37,696                                                                    |
| 吉田IC - 相良牧之原IC       | 57,633             | 68,669               | 70,883               | 46,119                                            | 32,977                                                                    |
| 相良牧之原IC - 菊川IC       | 69,205             | 68,733               | 71,861               | 47,536                                            | 33,991                                                                    |
| 菊川IC - 掛川IC             | 68,513             | 67,816               | 71,357               | 46,879                                            | 33,444                                                                    |
| 掛川IC - 袋井IC             | 68,815             | 68,207               | 71,559               | 46,256                                            | 32,497                                                                    |
| 袋井IC - 磐田IC             | 69,458             | 72,480               | 77,141               | 47,276                                            | 33,496                                                                    |
| 磐田IC - 遠州豊田PASIC      | 71,821             | 73,904               | 77,611               | 47,126                                            | 33,376                                                                    |
| 遠州豊田PASIC - 浜松IC      | 71,821             | 73,904               | 77,523               | 47,332                                            | 34,133                                                                    |
| 浜松IC - 三方原PASIC        | 65,751             | 66,408               | 68,549               | 44,045                                            | 32,458                                                                    |
| 三方原PASIC - 浜松西IC      | 65,751             | 66,408               | 68,549               | 44,045                                            | 32,458                                                                    |
| 浜松西IC - 舘山寺SIC        | 65,072             | 64,996               | 66,992               | 43,203                                            | 27,874                                                                    |
| 舘山寺SIC - 三ヶ日IC        | 65,072             | 64,996               | 66,992               | 43,203                                            | 27,874                                                                    |
| 三ヶ日IC - 三ヶ日JCT        | 62,964             | 63,368               | 65,246               | 42,075                                            | 26,519                                                                    |
| 三ヶ日JCT - 豊川IC          | 62,964             | 63,368               | 65,246               | 79,519                                            | 27,748                                                                    |
| 豊川IC - 音羽蒲郡IC         | 72,620             | 76,625               | 77,353               | 90,891                                            | 34,948                                                                    |
| 音羽蒲郡IC - 岡崎IC         | 78,932             | 87,764               | 89,338               | 105,880                                           | 41,448                                                                    |
| 岡崎IC - 豊田JCT            | 78,135             | 95,937               | 101,090              | 119,167                                           | 54,999                                                                    |
| 豊田JCT - 豊田上郷SASIC     | 78,135             | 69,634               | 56,526               | 57,322                                            | 40,379                                                                    |
| 豊田上郷SASIC - 豊田IC      | 78,135             | 69,634               | 56,526               | 57,322                                            | 40,492                                                                    |
| 豊田IC - 東名三好IC         | 91,734             | 81,510               | 69,309               | 67,794                                            | 44,541                                                                    |
| 東名三好IC - 日進JCT        | 98,972             | 87,496               | 75,643               | 72,245                                            | 46,193                                                                    |
| 日進JCT - 名古屋IC          | 98,972             | 88,535               | 77,848               | 77,615                                            | 53,465                                                                    |
| 名古屋IC - 守山PASIC        | 79,154             | 66,019               | 54,972               | 57,105                                            | 36,246                                                                    |
| 守山PASIC - 春日井IC        | 79,154             | 66,019               | 54,972               | 57,105                                            | 36,745                                                                    |
| 春日井IC - 小牧JCT          | 84,179             | 69,295               | 56,883               | 57,621                                            | 38,964                                                                    |
| 小牧JCT - 小牧IC            | 88,180             | 89,457               | 76,385               | 76,103                                            | 58,574                                                                    |

（出典：「平成17年　道路交通センサス　一般交通量調査結果」（関東地方整備局ホームページ）・「道路交通センサス報告書（一般交通量調査）」（静岡県ホームページ）・「交通量調査集計表」（愛知県ホームページ）・「平成22年度道路交通センサス」・「平成27年度全国道路・街路交通情勢調査」・｢令和3年度全国道路・街路交通情勢調査｣（国土交通省ホームページ）より一部データを抜粋して作成）
2002年度（平成14年度）
- 区間別日平均交通量（全区間平均） : 76,657台（前年度比99.5%）

区間別に見ると横浜町田ICから厚木ICまでが126,614台（前年度比98.9%）で最大である。
- 交通量
  - 年間 : 1億5141万6468台（前年度比98.8%）
  - 日平均 : 41万4840台
- 料金収入
  - 年間 : 2588億5981万6000円（前年度比99.0%）
  - 日平均 : 7億920万5000円

### 景観処理
植栽
| 豊田IC。高木を散在させ、主木を楠とした。防風、遮蔽の役割も兼ねる。 |  | 豊田IC。高木を散在させ、主木を楠とした。防風、遮蔽の役割も兼ねる。 |
| 豊田IC。高木を散在させ、主木を楠とした。防風、遮蔽の役割も兼ねる。 |  |                                                                    |

インターチェンジの修景はIC周辺の環境に配慮した。すなわち、森林、田園、将来は市街地化するのか、等の相違によって、芝生主体、あるいは樹木群を濃密にする、郷土樹木を植える、等の周辺環境との調和を目指した。予定された21か所のICごとに異なる主木を採用できればそれにこしたことはないが、いかんせん346 kmの路線ゆえ、気候風土にそれほどの相違もないことで、ICによっては重複も存在する。なお、ランプウェイから本線に合流する付近の右側は、ドライバーの注意力を妨げないために高い樹木の植栽を禁じた。ICのり面は芝生で被覆し、ランプウェイに沿っては、視線誘導と不安感の除去を目的に低木を密植した。
中央分離帯に対向車のヘッドライトが与えるまぶしさを回避する目的で木を植えている。名神では木の間隔を4 mとしたが、その後の走行試験の結果、6 mにしても差し支えないことから、植栽の本数削減の意図もあって東名では6 m間隔とされた。樹種は萌芽力が強く、下枝の上がりにくい中木、もしくは低木を採用した。なお、沿道の畑の農作物に発生する害虫が、中央分離帯の植物に宿る害虫と一致する場合は、それらの地域から離れた場所に植栽した。つまり、みかんや茶を栽培する地域では、その付近の中央分離帯の木は「さざんか」と「まさき」の植栽は避けて別の樹種を植えている。これらの木はトンネル、橋梁を除いた約260 km区間に16種類、13万本を植栽した。
これ以外では、路傍やサービスエリア、パーキングエリアにも植栽している。一般道路を走る車や交差する鉄道車両からのヘッドライトを遮蔽し、沿道の墓地、火葬場などの遮蔽、目障りな切土区間と盛土区間の境を隠す目的で植栽した。また、トンネルから出た車のドライバーが明るさに慣れていないことから、明るさをブロックするためのトンネル付近の植栽、学校や病院等静寂を必要とする区間では、枝葉が密な常緑樹を植栽した。
施設
| インターチェンジトールゲートのデザインは名神で採用されたものを引き続いて採用（豊田IC）。PC工法で組み立て、上屋は肉抜きとしてセルリアンブルーに着色。屋根を支える柱は現場打ちコンクリート柱。設計・デザインは板倉準三による。 |  | インターチェンジトールゲートのデザインは名神で採用されたものを引き続いて採用（豊田IC）。PC工法で組み立て、上屋は肉抜きとしてセルリアンブルーに着色。屋根を支える柱は現場打ちコンクリート柱。設計・デザインは板倉準三による。 |
| インターチェンジトールゲートのデザインは名神で採用されたものを引き続いて採用（豊田IC）。PC工法で組み立て、上屋は肉抜きとしてセルリアンブルーに着色。屋根を支える柱は現場打ちコンクリート柱。設計・デザインは板倉準三による。 |  | |

インターチェンジ料金所（トールゲート）は、名神でデザインされたものを引き続き採用している。現場打ちコンクリート柱に緊結するPC工法で、重量軽減のために肉抜きをおこなって、セルリアンブルーに着色した。
本線の橋の形式は、地形条件、経済条件からのみで決定した。塗装色についても、技術的には耐候性のためであるが、景観面も考慮した。名神よりは明るい色を採用し、審美委員会の意見も取り入れたうえで次の四色が決定した。河川鋼橋は赤色、山間部鋼橋はうす黄茶色、市街地鋼高架橋は緑色、平地・田畑部鋼高架橋はうす黄色である。
サービスエリアは当時を代表する建築家によってデザインされた。その後改変された建築物が少なくないが、以下は当初の状況を述べる。関わった建築家は次の通りである。柳英男（上郷SA）、芦原義信（浜名湖SA）、大高正人（牧之原SA）、清家清（富士川SA）、黒川紀章（足柄SA）、菊竹清訓（海老名SA）。このうち、上郷SA（現・豊田上郷SA）と海老名SAは、東名本線をまたぐオーバーブリッジ型の施設が計画されていた。当時、高速道路とは車が高速で行き来するだけの施設で、よってサービスエリアの機能も、人間の生理的要求を満たす最小時間で満足するものと定義されていた。そこへ建築家達は遊びの空間、憩いの空間、地元との交流空間を主張し、その後のハイウェイオアシス構想を先取りした。こうした先進的な構想も、当時の道路法、施行令に阻まれて実現せず、陽の目を見ることはなかった。これは、道路の権利、占用権に絡むもので、地上、地下数千尺に及び、道路敷地内に建造物を造ることは交通障害になるという理由から、一切許されていなかったためである。
東名の橋脚間15 - 17 mクラスの鉄筋コンクリート高架橋は、名神で開発された穴あき床板を採用した。穴あきとしたのはコンクリート橋の欠点である重量を軽減するためである。東名のほとんどの高架橋はこの形式が採用された。経済性に富み、外観上スレンダーで優美であるという理由である。
走行中、目に飛び込んでくるオーバーブリッジ（跨道橋）は美観上の処理が施されている。東名のオーバーブリッジの数は284橋で計画され、その膨大な数を個別に設計することは出来ないので、2、3の標準的なタイプを作成し、これによって対応した。一番の基本をPC斜材付きΠ型ラーメン橋とし、方丈ラーメン橋、V型ラーメン橋が状況に応じて派生している。オーバーブリッジに共通するのは、出来るだけ広々とした感じを与え、見通しもよく、全体的にスレンダーな印象を付与していることである。

## 地理

東京都内の通過自治体。

神奈川県内の通過自治体。

静岡県内の通過自治体。

愛知県内の通過自治体。

### 通過する自治体
- 東京都
  - 世田谷区
- 神奈川県
  - 
    - 川崎市
      - 多摩区
      - 宮前区

    - 横浜市
      - 青葉区
      - 緑区
- 東京都[注釈 10]
  - 町田市
- 神奈川県
  - 
    - 横浜市
      - 瀬谷区

    - 大和市
    - 綾瀬市
    - 海老名市
    - 厚木市
    - 伊勢原市
    - 秦野市
    - 足柄上郡中井町
    - 足柄上郡大井町
    - 足柄上郡松田町
    - 足柄上郡山北町
- 静岡県
  - 
    - 駿東郡小山町
    - 御殿場市
    - 裾野市
    - 駿東郡長泉町
    - 沼津市
    - 富士市
    - 静岡市
      - 清水区
      - 葵区
      - 駿河区

    - 焼津市
    - 藤枝市
    - 焼津市
    - 島田市
    - 榛原郡吉田町
    - 島田市
    - 榛原郡吉田町
    - 牧之原市
    - 菊川市
    - 掛川市
    - 袋井市
    - 磐田市
    - 浜松市
      - 中央区
      - 浜名区
- 愛知県
  - 
    - 新城市
    - 豊橋市
    - 豊川市
    - 岡崎市
    - 豊田市
    - みよし市
    - 日進市
    - 長久手市
    - 名古屋市
      - 名東区
      - 守山区

    - 尾張旭市
    - 名古屋市
      - 守山区

    - 春日井市
    - 小牧市

### 接続する高速道路
- 首都高速3号渋谷線（東京ICで直結）
- C3 東京外かく環状道路（東名JCTで接続 : 事業中）
- 川崎縦貫道路（II期）（宿河原JCTで接続 : 調査中）
- 首都高速神奈川7号横浜北西線（横浜青葉JCTで接続）
- 保土ヶ谷バイパス（横浜町田ICで接続）
- C4 首都圏中央連絡自動車道（海老名JCTで接続）
- E85 小田原厚木道路（厚木ICで接続）
- E1A 新東名高速道路（伊勢原JCTで接続）
- 厚木秦野道路（秦野中井ICで接続 : 計画中）
- E1A 新東名高速道路（御殿場JCTで接続）
- E70 伊豆縦貫自動車道（沼津ICで接続）
- 西富士道路（富士ICで接続）
- E52 新東名高速道路清水連絡路（清水JCTで接続）[注釈 11]
- E69 新東名高速道路引佐連絡路（三ヶ日JCTで接続）[注釈 11]
- 三遠伊勢連絡道路（三ヶ日JCTで接続 : 調査中）
- E1A 伊勢湾岸自動車道（豊田JCTで接続）
- 名古屋瀬戸道路（日進JCTで接続）
- C2 名古屋第二環状自動車道支線（名古屋ICで接続）
- E19 中央自動車道（小牧JCTで接続）
- 名古屋高速11号小牧線（小牧ICで接続）
- E1 名神高速道路（小牧ICで直結）

## ギャラリー

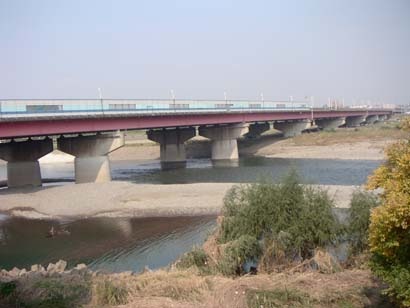
多摩川にかかる東名多摩川橋。東京IC - 東京TB
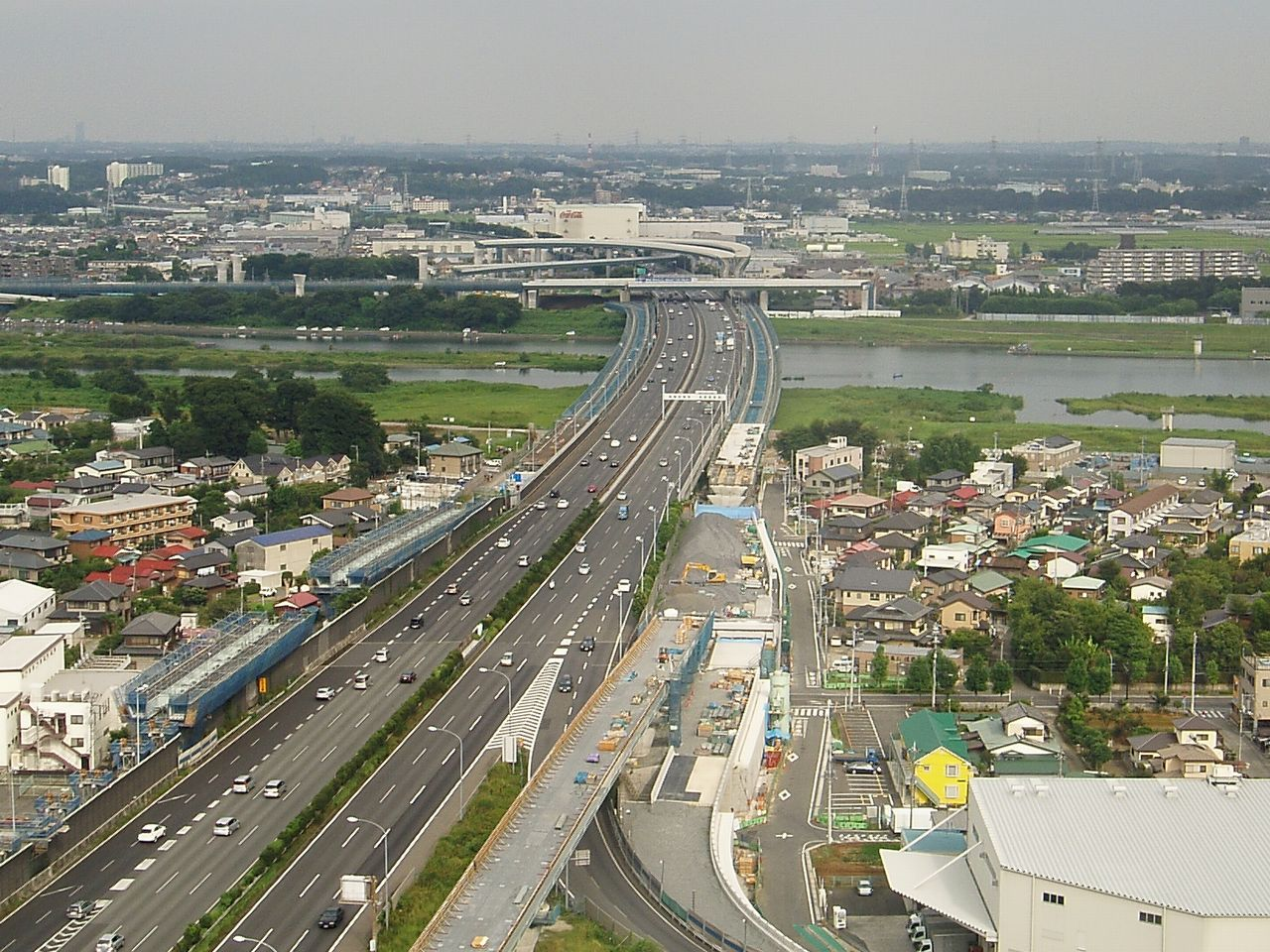
厚木市付近、相模川にかかる相模川橋。綾瀬SIC - 厚木IC
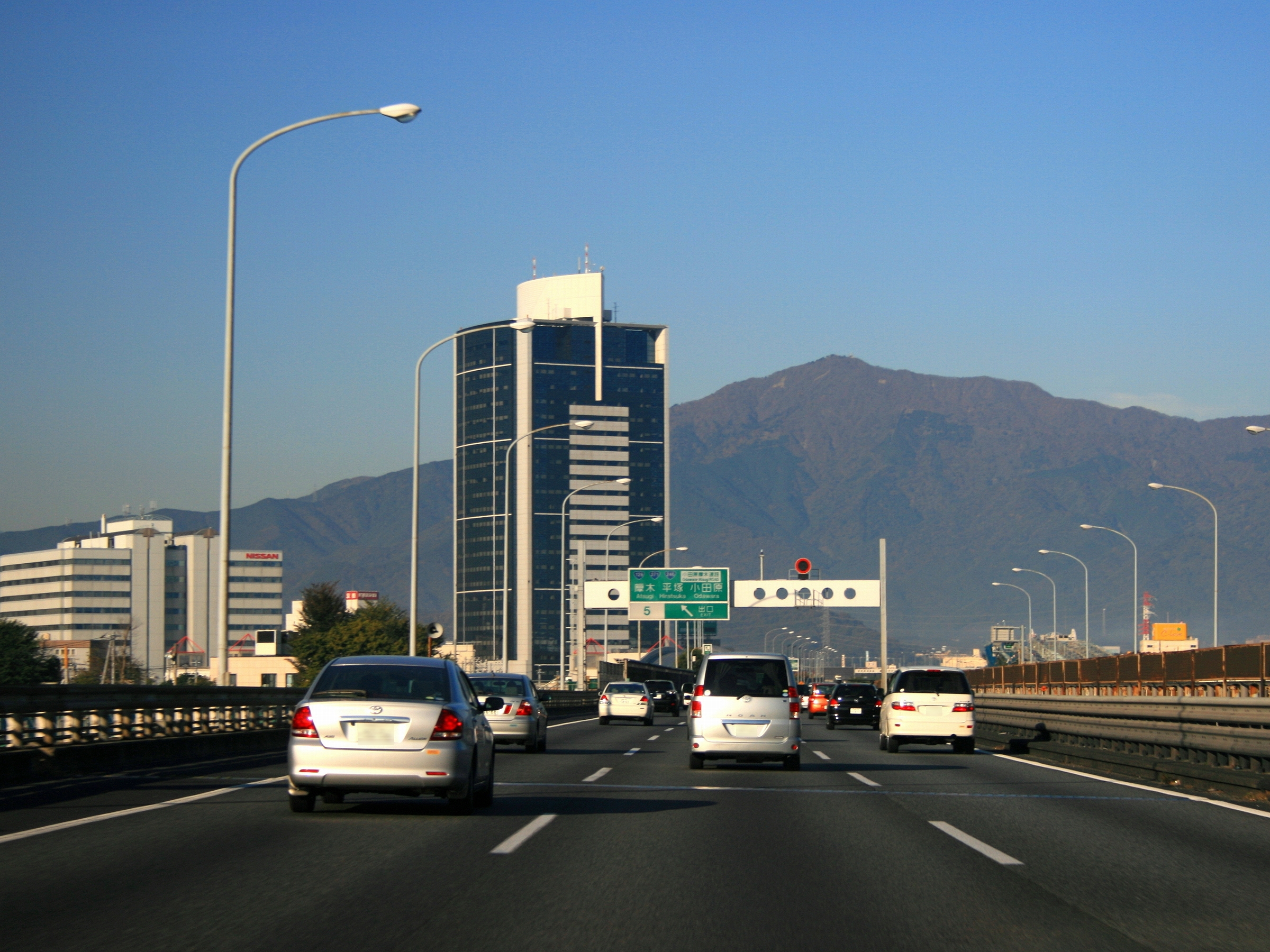
下り線、厚木IC付近。背後は大山
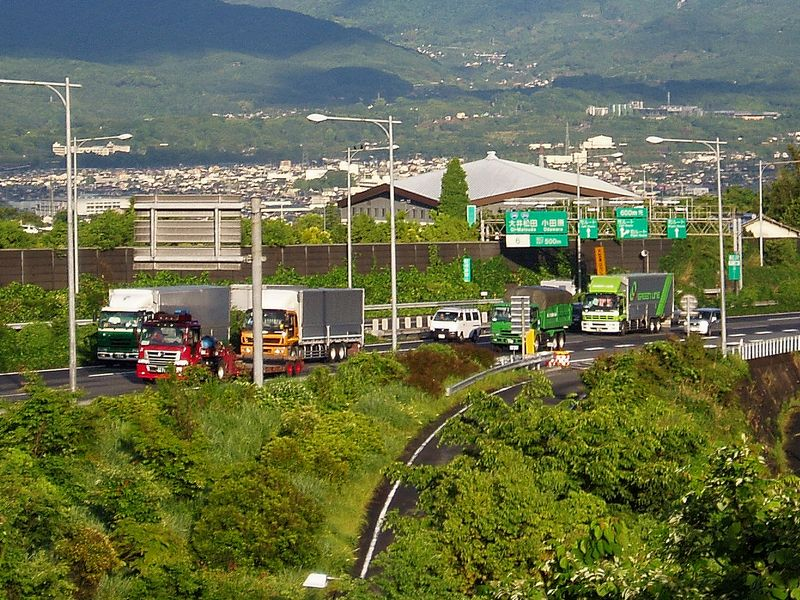
大井町付近。秦野中井IC - 大井松田IC
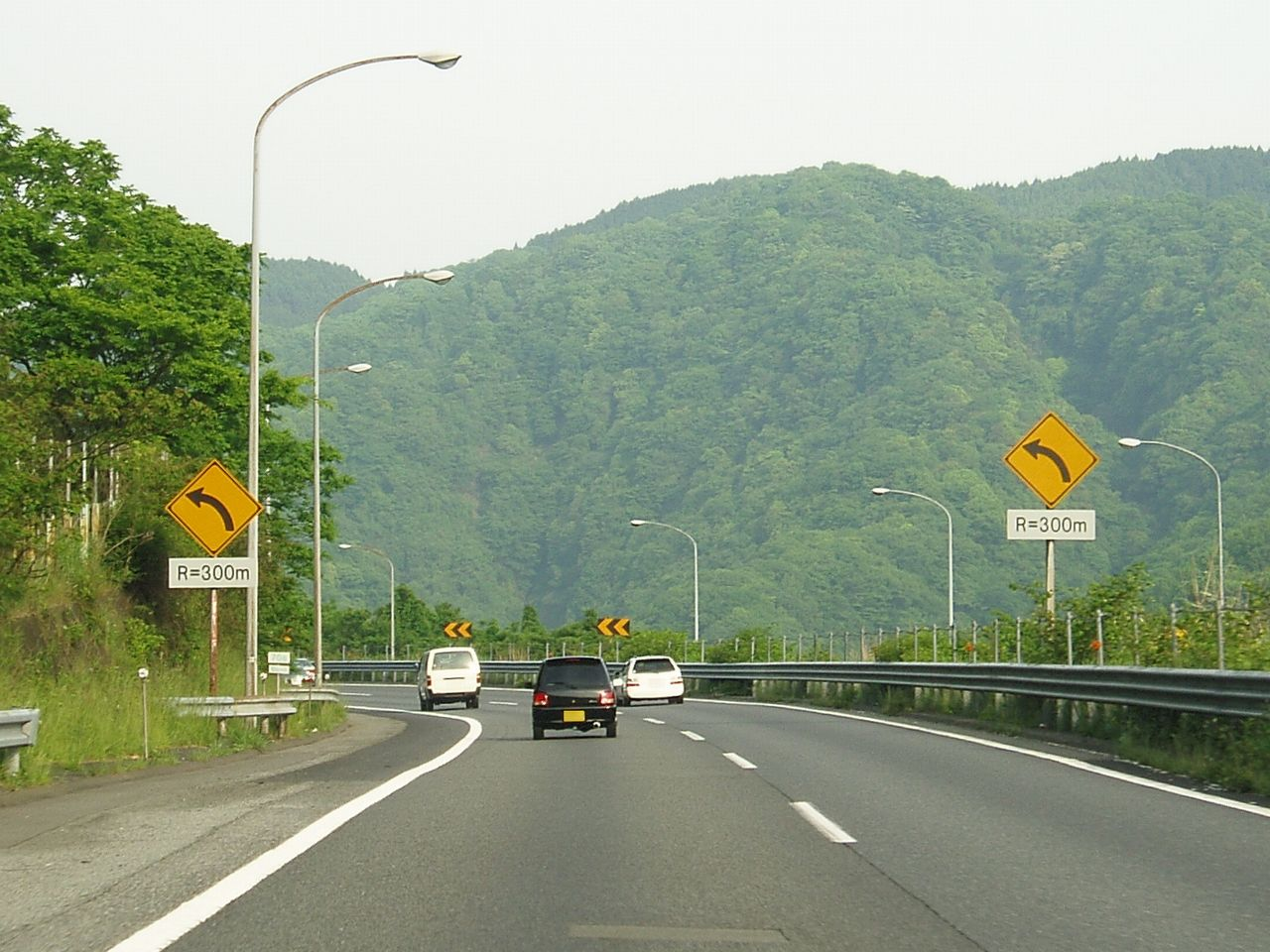
山北町付近。大井松田IC - 御殿場ICにある半径300 mの急カーブ
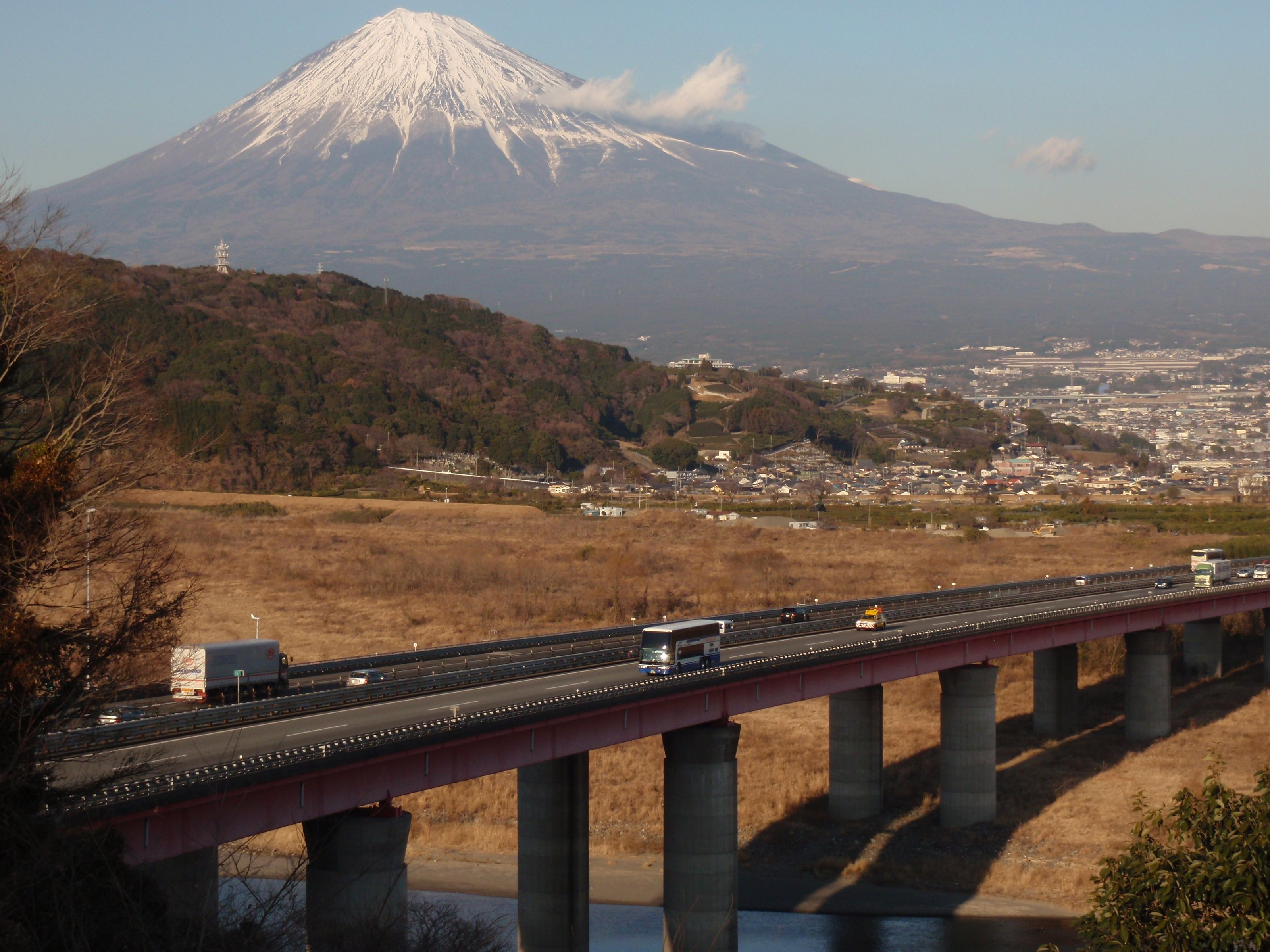
富士川サービスエリアから見た東名富士川橋と富士山
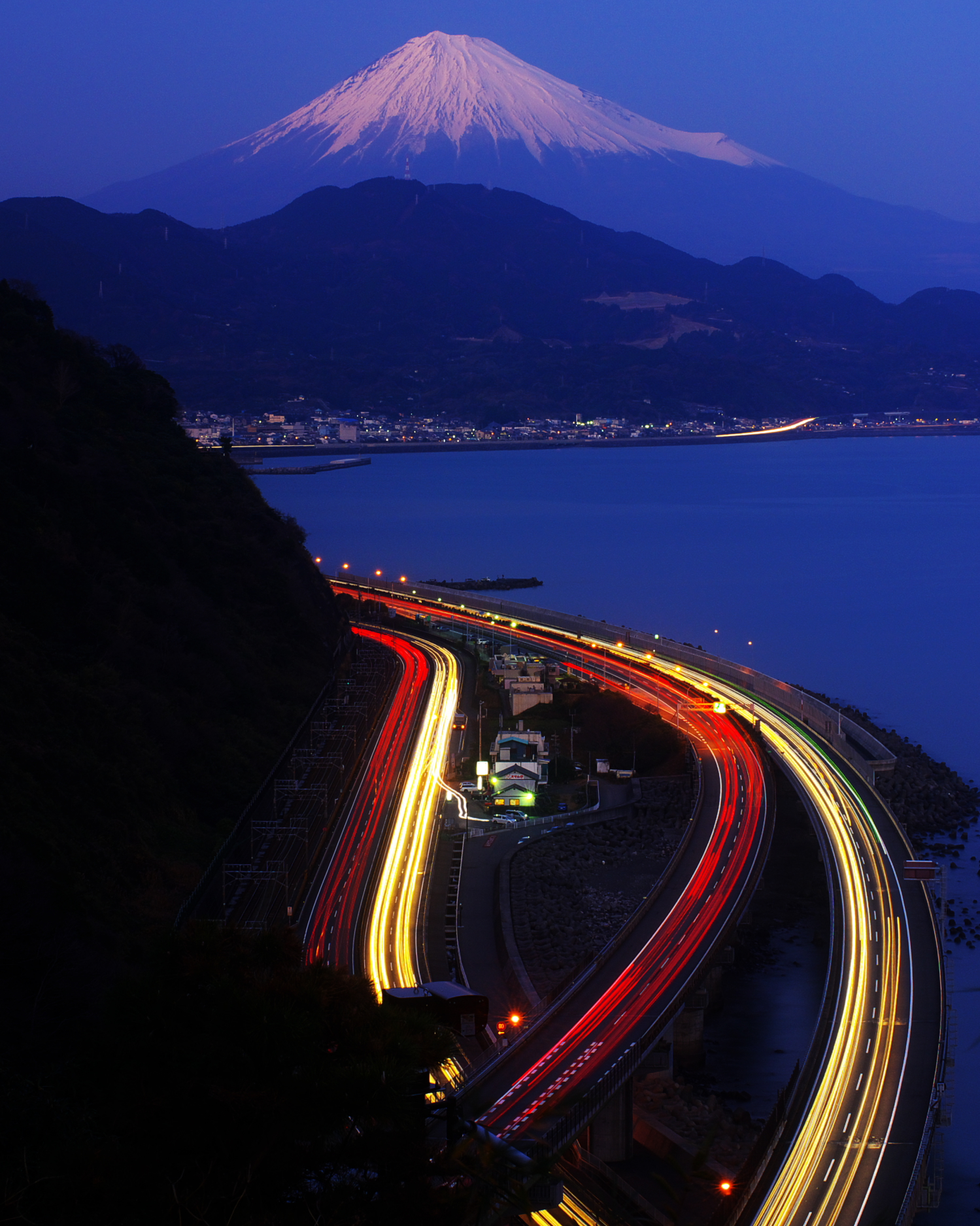
静岡市清水区薩埵峠から。海側が東名。山側は国道1号。
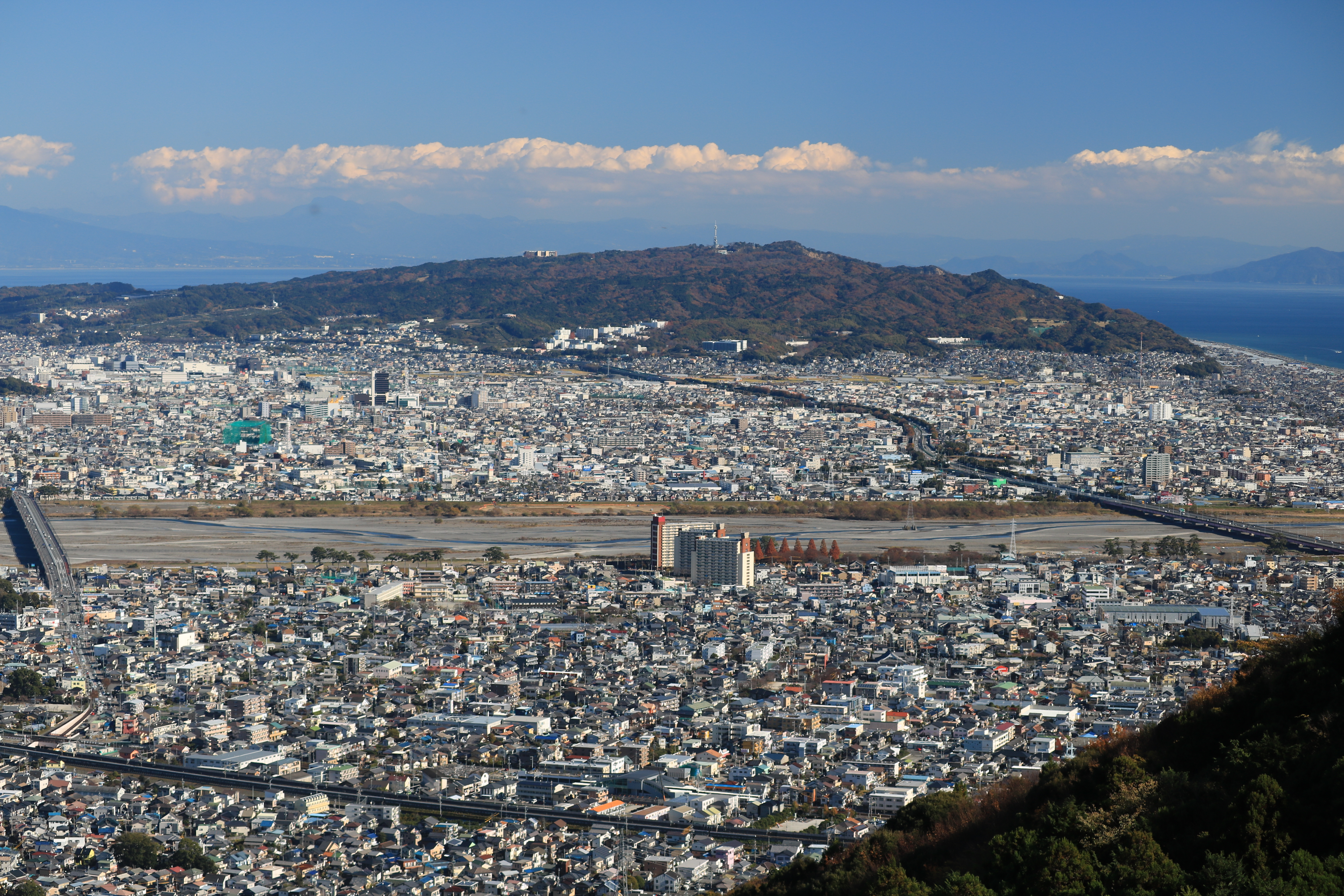
静岡IC付近。奥は日本平、右手は駿河湾。
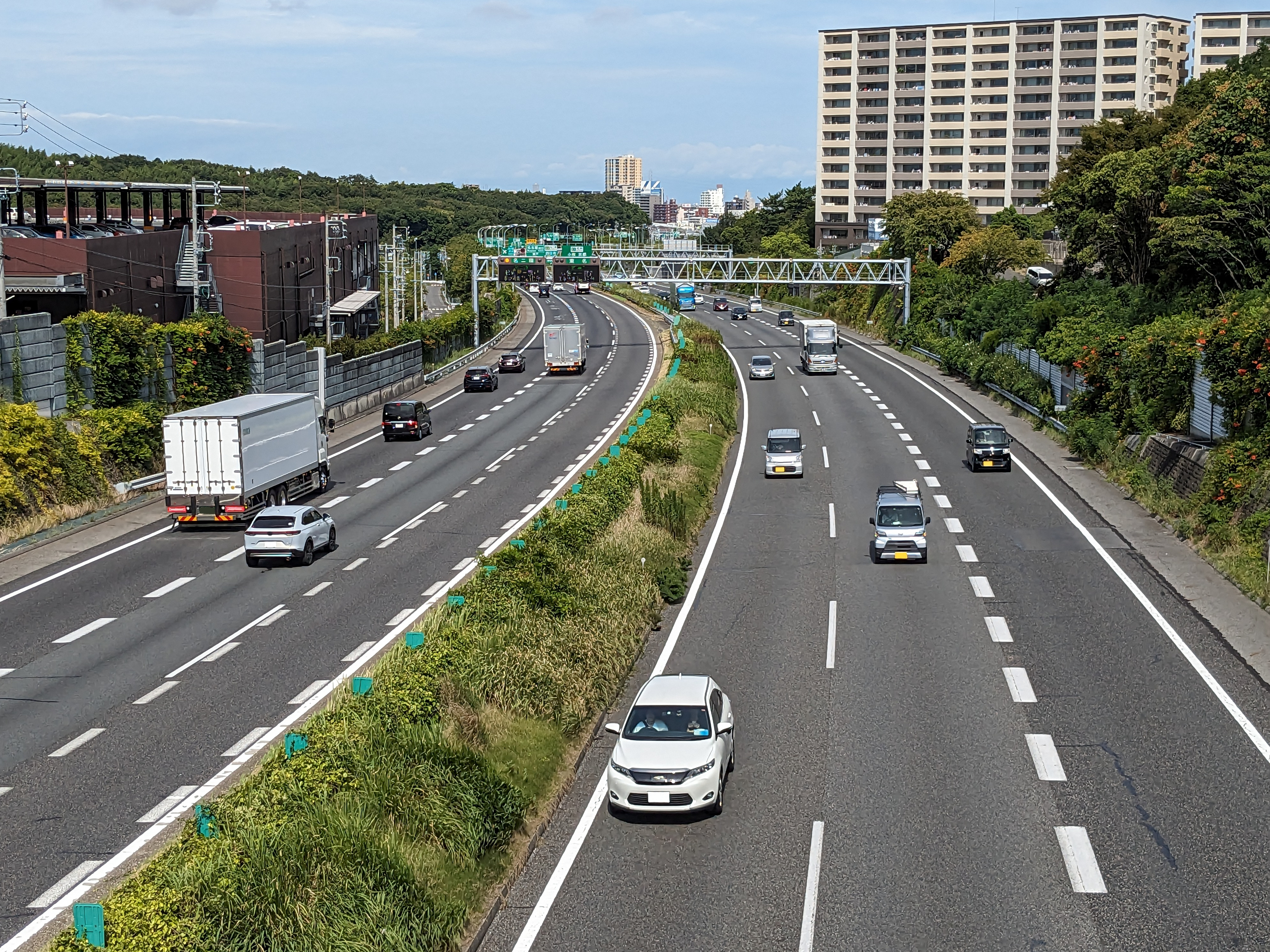
東京から約320 km、左手に猪高緑地を見て名古屋ICに到達
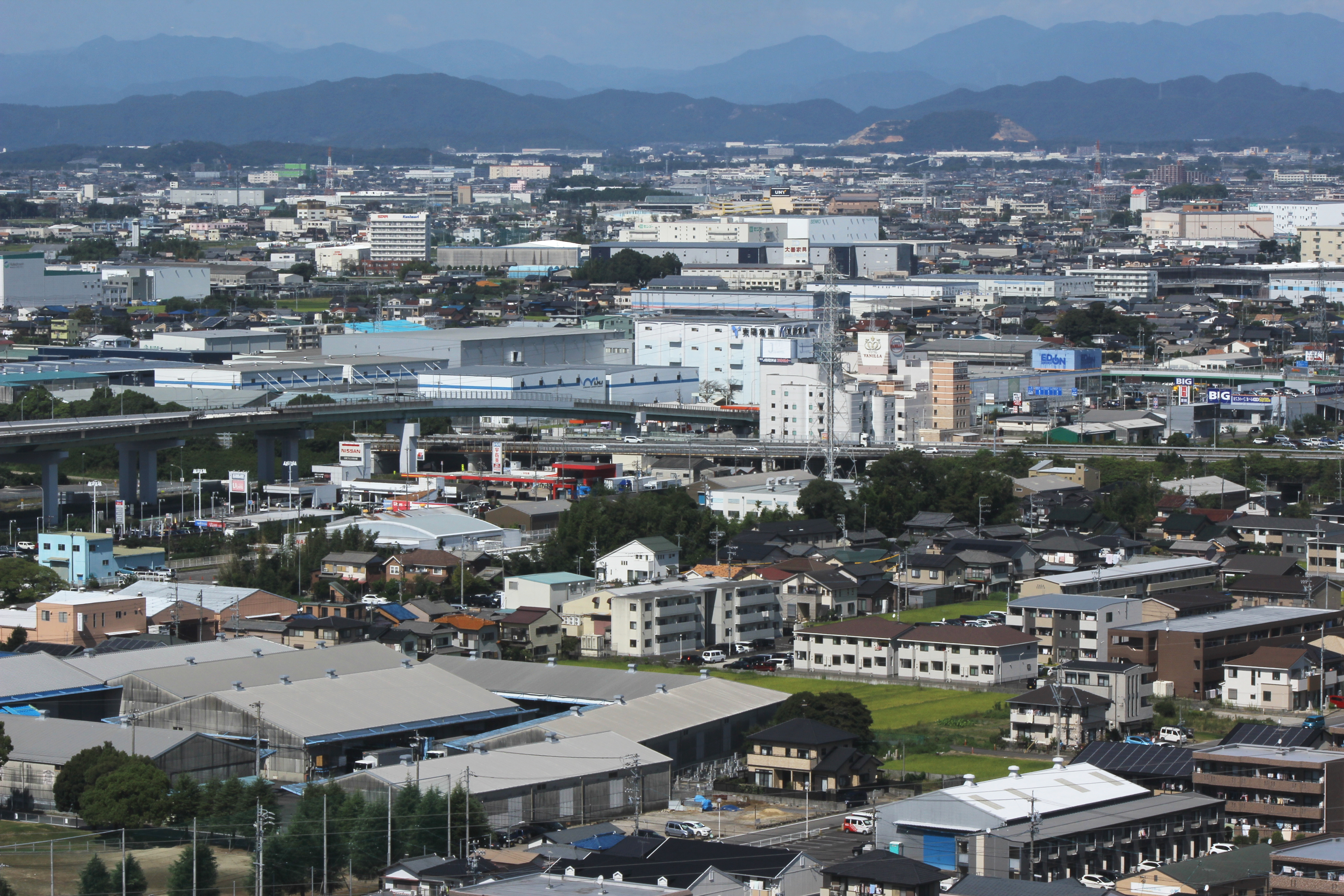
小牧市内。名古屋高速11号小牧線の下をくぐり、終点の小牧ICに到達する。